# Hobbit

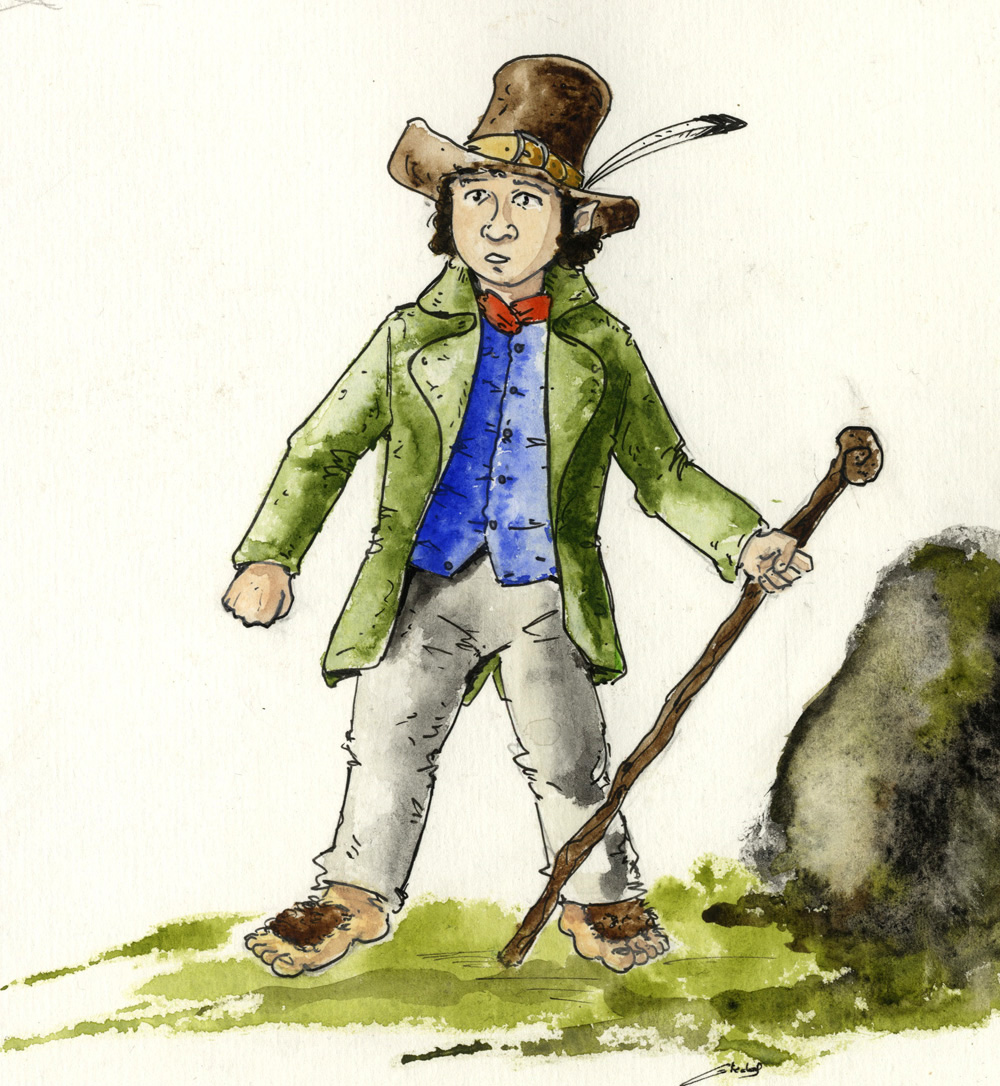
Rappresentazione di un hobbit, di Antoine Glédel

Gli hobbit sono una specie di Arda, l'universo immaginario fantasy creato dallo scrittore inglese J. R. R. Tolkien. Essi sono presenti nel sud-ovest della Terra di Mezzo principalmente nella regione da loro amministrata, la Contea, e nelle zone strettamente limitrofe (come la cittadina di Brea). Gli hobbit appaiono per la prima volta ne Lo Hobbit, ma rivestono un ruolo ben più importante ne Il Signore degli Anelli. La loro origine non è nota: le antiche storie non ne parlano perché gli elfi e gli uomini di Númenor stessi non li conoscevano (o forse perché Tolkien non li aveva concepiti ancora come razza di Arda quando scrisse Il Silmarillion). Sono menzionati per la prima volta in documenti del regno di Gondor nella Terza Era, molto prima dell'insediamento nel loro paese più famoso, la Contea appunto.
Nell'opera di Tolkien gli hobbit sono talvolta chiamati mezzuomini, in inglese halfling, mezzomi nella nuova traduzione italiana; quest'ultimo nome viene usato in molte ambientazioni fantasy per indicare creature ispirate a quelle di Tolkien, aggirando al contempo le implicazioni legali derivanti dall'uso del termine hobbit.

## Descrizione
Quando gli editori statunitensi chiedevano a Tolkien di realizzare illustrazioni con hobbit in vari atteggiamenti, lui rispondeva riferendosi principalmente alla descrizione di Bilbo:
(Tolkien in Lettere n.27)
Gli hobbit sono di aspetto simile agli uomini, ma molto più minuti: la loro corporatura è infatti simile ai bambini degli Uomini e la statura di uno hobbit adulto si assesta tra gli 80 e i 120 cm; dotati di grandi piedi pelosi e resistenti, non indossano mai calzature a causa della loro spessa e coriacea pelle.
La loro vita è estremamente semplice e sociale, non si interessano di ciò che accade all'esterno della Contea, amano mangiare e bere, e la loro economia si basa sull'agricoltura. Amano dare feste durante le quali trascorrono gran parte del loro tempo, e generalmente disprezzano lo studio, tranne per ciò che riguarda l'erudizione genealogica, nella quale dimostrano invece vivo interesse e abilità. Possiedono una vista e un udito particolarmente acuti, e si sottolinea la loro capacità di camminare silenziosamente e nascondersi molto bene nella boscaglia.
Inizialmente parlavano un idioma molto simile al rohirrim, successivamente, dopo la migrazione verso l'Eriador, essi adottarono la lingua comune (ovestron), insegnata loro dai dunedain, pur mantenendo alcune parole del loro antico idioma.
Solitamente vivono in caverne scavate nelle colline, ma attrezzate come normali case, raramente essi costruiscono casette (mantenendo, tuttavia, caratteristiche delle caverne come le finestre tonde e tetto coperto da zolle erbose), la maggior parte delle quali si trovano in un territorio compreso tra Scorta e Sirte, prossimo alle paludi, e nella Terra di Buck. A seconda della ricchezza di ogni famiglia, le caverne potevano avere più finestre (per gli hobbit più facoltosi) o neanche una (per quelli meno abbienti). Le famiglie più ricche costruivano inoltre grandi e lussuose caverne, costituite da più tunnel ramificati, come Casa Baggins, i Grandi Smial dei Tuc e Villa Brandy nella Terra di Buck.
Gli hobbit odiano la guerra e non usano mai armi per fare del male ad altri Hobbit o ad altre razze della Terra di Mezzo, ma le considerano come oggetti ornamentali e le tengono esposte nelle loro caverne o in dei musei. Non amano nemmeno rotelle ed ingranaggi, che considerano "aggeggi stranieri" o mathom. Con la parola "mathom" indicano tutto ciò di cui non conoscono le origini ne il significato, e sono esposti in musei, come quello di Pietraforata sui Bianchi Poggi.
Gli hobbit vivono leggermente più a lungo degli uomini (che chiamano "gente alta" o "gambe lunghe"), fino a 120 anni, con una media di 100. L'età in cui uno hobbit diventa adulto è di 33, quindi il declino legato all'età inizia verso i 70 anni. Si presume che durante tutta la Quarta Era gli hobbit si siano ancor più rimpiccioliti in statura.

## Divisione degli hobbit
Tolkien descrive gli hobbit come suddivisi in tre grandi famiglie: i pelopiedi, gli sturoi e i paloidi.
- I pelopiedi (in inglese Harfoot, Pelòpedi nella nuova traduzione italiana[3][4]), più scuri e bassi, non hanno la barba e non portano calzature, hanno mani piccole e agili, e preferiscono la montagna alla pianura. Anticamente si dice che fossero grandi amici dei nani, e furono i primi ad arrivare nella Contea attraversando l'Eriador. Sono i più numerosi, e vissero per lungo tempo in caverne scavate nella terra.
- Gli sturoi (in inglese Stoor, Nerbuti nella nuova traduzione italiana) invece sono più tozzi, hanno mani e piedi più grandi e preferiscono le pianure e le sponde dei fiumi. Essi si stabilirono per molto tempo sulle rive dell'Anduin prima di seguire i pelopiedi verso ovest. A volte portano la barba. Gollum e la sua gente discendono da questa razza.[5]
- I paloidi (in inglese Fallohide, Cutèrrei nella nuova traduzione italiana), infine, sono i più alti e sono chiari di pelle e capelli, amano soprattutto i boschi e le foreste, ma sono i meno numerosi. Erano più dotati per il canto e la poesia che per l'artigianato, e preferivano la caccia all'agricoltura. Dopo aver valicato le montagne, giunsero nell'Eriador, dove si mescolarono ad altre razze. Essendo i più spericolati e avventurosi, furono spesso loro a guidare i pelopiedi e gli sturoi.

## Etimologia
Il nome dato agli hobbit in ovestron, la lingua corrente della Terra di Mezzo, è kuduk, una contrazione della più antica forma kud-dukan, ovvero "abitante dei buchi". La parola in rohirrim (resa all'inglese antico da Tolkien), holbytlan, ha lo stesso significato, e successivamente, quando gli hobbit assimilarono la lingua ed alcuni costumi dei rohirrim, coniarono il termine "hobbit".

## Storia
Le origini degli hobbit non sono note. Vengono menzionati per la prima volta in dei documenti del regno di Gondor all'inizio della Terza Era. Vivevano originariamente sull'alto corso dell'Anduin, in un territorio compreso tra la sorgente del fiume Gaggiolo e la Carroccia, poco più a sud degli antichi possedimenti dei rohirrim, con cui entrarono probabilmente in contatto, assimilandone la lingua ed alcune usanze. Il termine "hobbit" verrebbe proprio "holbytlan" (abitanti dei buchi), parola che usano i rohirrim per indicarli anche nella Terza Era.
Intorno all'anno 1050 della Terza Era, a causa della crescente ombra che da Dol Guldur si propagava fino al limitare del Bosco Atro, i pelopiedi abbandonarono il loro antico territorio, e, dopo aver valicato le Montagne Nebbiose, si stabilirono nell'Eriador, nei pressi delle Colline Vento. Cento anni dopo, anche i paloidi avrebbero fatto altrettanto, raggiungendo i pelopiedi e fondendosi con loro. Più tardi, alcuni di loro raggiunsero Brea e vi si stabilirono. Anche gli sturoi, infine, valicarono le montagne e si stabilirono nell'Angolo, un lembo di terra circondato dal Fiume Bianco e dal Rombirivo, fino alla loro confluenza nell'Inondagrigio. Alcuni di essi si spinsero fino al Dunland, tornando tuttavia nell'Angolo.
A causa delle guerre e per paura di Angmar, gli hobbit fuggirono verso occidente, verso Brea, dove terra e clima erano più miti e salubri, mentre un piccolo gruppo di sturoi tornò nelle terre selvagge, e si stabilirono a Campo Gaggiolo, diventando un popolo di pescatori.
Nel 1601 T.E. i fratelli paloidi Marcho e Blanco, breatini, ottennero dal re Argeleb II di Arthedain il permesso di stabilirsi in una terra disabitata al centro dell'Eriador, delimitata dal fiume Brandivino, fino ad allora considerata territorio di caccia del re. Argeleb II accettò, a patto che gli hobbit riconoscessero la sovranità del re di Arthedain e si curassero di mantenere strade e ponti in buono stato per facilitare i viaggi dei messaggeri.
Stabilitisi nella zona sud-orientale del vasto territorio, lontani dal mare e dai colli torrioni, gli hobbit si innamorarono della loro nuova terra, interessandosi sempre meno degli eventi esterni. Sei anni dopo, la grande peste devastò l'Eriador, decimando anche gli hobbit, che tuttavia sopravvissero, tornando ad aumentare di numero. Nel 1974 T.E., alcuni arcieri hobbit combatterono al fianco degli uomini di Arthedain, nella battaglia di Fornost. Dopo la caduta di Arthedain, essi continuarono comunque a prosperare, ed elessero un conte (Thain) che aveva il compito di rappresentare il re fino al suo ritorno. Dopo l'elezione del conte, gli hobbit si riferirono al loro territorio con il nome di Contea.
Protetti dai dunedain del nord, gli hobbit vissero pacifici ed indisturbati per circa un millennio. Nel 2747T.E., un gruppo di orchi comandati da Golfimbul cercò di invadere la Contea dal Decumano Nord, ma fu respinto da un gruppo di hobbit guidati da Bandobras Tuk nella Battaglia di Terreverdi. Durante la Guerra dell'Anello, lo stregone Saruman, approfittando della partenza dei raminghi per la guerra a sud, e servendosi di Lotho Sackville Baggins, fece occupare la Contea dagli uomini del Dunland, che incominciarono a far razzie e a deturpare il paese approfittando di un popolo spaventato, in quanto da millenni non si era mai trovato in una situazione simile. Al ritorno dal sud, gli hobbit Frodo Baggins, Samvise Gamgee, Peregrino Tuc e Meriadoc Brandibuck capeggiarono una rivolta al fine di liberare la contea dagli invasori, vincendo i briganti nella battaglia di Lungacque, che fu l'ultima combattuta nella Contea. Con il ritorno dei raminghi ed un'ampia opera di rimboscamento della contea, gli hobbit poterono prosperare per tutta la Quarta Era.

### Gli hobbit di Brea
Nonostante la colonizzazione della Contea, alcuni hobbit preferirono restare a Brea, convivendo con gli uomini. Parecchie caverne hobbit erano situate soprattutto sulle propaggini del Colle Brea e a Staddle, mentre ve ne erano probabilmente di meno a Conca e ad Arceto. Molti hobbit di Brea avevano cognomi e nomi comuni a quelli della Contea, alcuni, invece, avevano nomi di piante, come da tradizione Breatina. Fra gli hobbit di Brea e quelli della Contea vi era un'accesa controversia: i primi si consideravano il più antico nucleo hobbit al mondo, soprannominando gli hobbit della Contea "gente delle colonie" o "profani". A loro volta, gli hobbit della Contea consideravano i loro simili breatini come rustici e noiosi, e li chiamavano "profani", come qualsiasi hobbit residente all'infuori della Contea. Nonostante tutto, un tempo i Brandibuck e i Tuc erano soliti recarsi a Brea, per apprendere notizie dal mondo esterno o per soggiornare qualche giorno al "Puledro Impennato" di ritorno da qualche viaggio, o semplicemente per gustare la birra locale. Inoltre, alcuni hobbit breatini si sposavano con alcuni Brandibuck, ed andavano a vivere con loro nella terra di Buck. Gli hobbit di Brea consideravano gli hobbit della Contea con il loro stesso cognome come cugini da lungo tempo persi, trattandoli in modo quasi familiare, come accadde a Frodo Baggins, sotto mentite spoglie, durante il suo viaggio ne Il Signore degli Anelli.

### Gli sturoi di Campo Gaggiolo
Gli sturoi di Campo Gaggiolo furono sempre estranei agli abitanti della Contea, e quindi ebbero una struttura sociale ed una storia completamente diversa. Nonostante si trattasse di una piccola comunità, essa ebbe un ruolo decisivo nella storia della Terra di Mezzo: si deve a Déagol il ritrovamento dell'Unico Anello nell'alto corso del fiume Gaggiolo, e fu Sméagol, dopo aver assassinato Déagol, a possederlo per quasi 500 anni nelle profondità delle Montagne Nebbiose, così come fu proprio lui a salvare, involontariamente, la Terra di Mezzo, cadendo nella Voragine del Fato con l'Unico Anello in mano. Possiamo solo supporre cosa accadde alla gente di Sméagol, anche se Tolkien nei Racconti incompiuti scrive che gli Sturoi di Campo Gaggiolo potrebbero essere scappati verso nord sul finire della Terza Era. Non c'è alcun riferimento ad altri hobbit, quando si racconta del passaggio di Bilbo attraverso la Valle dell'Anduin, ma all'epoca in cui Tolkien scrisse Lo Hobbit non aveva ancora immaginato gli sturoi di Campo Gaggiolo (ed in effetti non era certo di cosa Gollum fosse).
Nei "Racconti incompiuti" possiamo supporre che già da tanto tempo gli sturoi non vivevano più vicino a Campo Gaggiolo, in quanto i Nazgûl, che credevano che la Contea si trovasse proprio in quei luoghi, trovarono antiche caverne Hobbit abbandonate. Un'altra versione, meno attendibile, racconta che un piccolo nucleo di hobbit era ancora presente alla fine della Terza Era, ma fu completamente annientato dai Nazgûl alla ricerca dell'Unico Anello. In qualche tempo tra il 2463 (quando Sméagol uccise suo cugino Déagol) ed il 2851 gli Sturoi di Campo Gaggiolo si spostarono o morirono tutti. È possibile che essi perirono nel lungo inverno del 2758-59.

### Altri hobbit
(La Compagnia dell'Anello - Capitolo IX)
Con questa espressione, Tolkien lascia intendere che, oltre ai breatini, vi erano altri nuclei di hobbit sparsi per l'occidente, di cui non siamo a conoscenza in quanto non è possibile trovarli in nessuno scritto dell'autore. Vi erano, infine, hobbit vagabondi che si stabilivano in caverne o scavavano buchi nelle collinette vivendoci per un periodo più o meno determinato e nutrendosi solamente di quel che dava la terra.

## Lista

### A
- Acclivi (in originale: Banks):

famiglia hobbit di Brea e della Contea
- Adaldrida Bolgeri (in originale: Adaldrida Bolger) (? - ?)

sposa di Marmadoc Brandibuck, madre di Gorbadoc, Orgulas e altre due figlie
- Adalgrim Tuc (in originale: Adalgrim Took) (1280 - 1382 C.C.)

figlio di Hildigrim e Rosa Baggins, padre di Paladino II, Esmeralda e altre tre figlie
- Adamanta Paffuti (in originale: Adamanta Chubb) (? - ?)

sposa di Gerontius Tuc, madre di Isengrim III, Hildigardo, Isumbras IV, Hildigrim, Isemboldo, Hidelfonso, Isembardo, Hildebrando, Belladonna, Donnamira, Mirabella e Isengar Tuc
- Adelardo Tuc (in originale: Adelard Took) (1328 - 1423 C.C.)

figlio di Flambardo, padre di Reginardo, Everardo e altre tre figlie, presente alla festa d'addio di Bilbo Baggins
- Alfredo Gamgee (in originale: Halfred Gamgee) (1332 C.C. - ?)

figlio di Hobson, padre di Halfast, si trasferisce a Surcolle
- Alfredo Gamgee (in originale: Halfred Gamgee) (1369 C.C. - ?)

figlio di Hamfast e Bell Buonabimba, si trasferisce nel Decumano Sud
- Alfredo Manoverde (in originale: Halfred Greenhand) (1251 C.C. - ?)

figlio di Forino, padre di Forino, giardiniere
- Amaranto Brandibuck (in originale: Amaranth Brandybuck) (1304 - 1398 C.C.)

figlia di Gorbadoc e Mirabella Tuc
- Andvise Cordaio (in originale: Andwise Roper) (1323 C.C. - ?), detto Andy

figlio di Hobson Gamgee, padre di Anson, cordaio, abitante a Piandifune
- Angelica Baggins (1381 C.C. - ?)

figlia di Ponto(2), presente alla festa d'addio di Bilbo Baggins
- Anna Goldworthy (in originale: Hanna Goldworthy) (? - ?)

sposa di Madoc Brandibuck, madre di Marmadoc Brandibuck
- Anson Cordaio (in originale: Anson Roper) (1361 C.C. - ?)

figlio di Andvise
- Arciere Cotton (in originale: Bowman Cotton) (1386 C.C. - ?), detto Nick

figlio di Tolman (1) e Lily Brown
- Artemisia (in originale: Mugworts):

famiglia Hobbit di Brea
- Asfodelia Brandibuck (in originale: Asphodel Brandybuck) (1313 - 1412 C.C.)

figlia di Gorbadoc e Mirabella Tuc, sposa di Rufo Rintanati, madre di Milo Rintanati, presente alla festa d'addio di Bilbo Baggins

### B
- Baggins:

→ Angelica, Balbo, Belba, Bilbo, Bingo, Bungo, Daisy, Dora, Drogo, Dudo, Fosco, Frodo, Largo, Lily, Linda, Longo, Mungo, Peonia, Polo, Ponto (1) e (2), Porto, Posco, Prisca, Rosa, Viola
- Brandobras "Ruggibrante" (o, in traduzione corretta dall'inglese Bullroarer, "Ruggitoro") Took (2704 - 2806)

Guidò la difesa della Contea contro un reggimento di orchi guidati da Golfimpal. Egli è ricordato per l'eccezionale statura in quanto hobbit (era in grado di cavalcare un cavallo), sebbene sarà sorpassato in altezza dal suo discendente Peregrino Tuc e dal suo amico Meriadoc Brandibuck. Era figlio del conte Isumbras III, il più giovane di due fratelli; suo fratello maggiore Ferumbras, infatti, successe al padre come Conte.
- Balbo Baggins (1167 C.C. - ?)

sposo di Berylla Boffin, padre di Mungo, Viola, Ponto, Largo e Lily
- Banks:

→ Eglantina
- Begonia Gamgee (in originale: Marigold Gamgee) (1383 C.C. - ?)

figlia di Hamfast e Bell Buonabimba, sposa di Tolman Cotton
- Belba Baggins (1256 - 1356 C.C.)

figlia di Mungo e Laura Scavari, sposa di Rudigario Bolgeri
- Bell Buonabimba (in originale: Bell Goodchild) (? - ?)

sposa di Hamfast Gamgee, madre di Hamson, Alfredo, Daisy, May, Samvise e Begonia Gamgee
- Belladonna Tuc (in originale: Belladonna Took) (1252 - 1334 C.C.)

figlia di Gerontius e Adamanta Paffuti, sposa di Bungo Baggins, madre di Bilbo Baggins
- Belpiccolo delle Torri (in originale: Fairbairns of the Towers):

famiglia i cui capostipiti sono Fastred di Verdolmo e Elanor Gamgee trasferitisi nelle Paludi Occidentali, guardiani dei confini occidentali, custodi e primi copisti e glossatori del Libro Rosso
- Berilac Brandibuck (in originale: Berilac Brandybuck) (1380 C.C. - ?)

figlio di Merimac Brandibuck, presente alla festa d'addio di Bilbo Baggins
- Berylla Boffin (? - ?)

sposa di Balbo Baggins, madre di Mungo, Viola, Ponto, Largo e Lily Baggins
- Bilbo Baggins (1290 C.C. - ?)

figlio di Bungo e Belladonna Tuc, portatore dell'Anello
- Bilbo Gamgee (1436 C.C. - ?)

figlio di Samvise e Rosa Cotton
- Bingo Baggins (1264 - 1363 C.C.)

figlio di Mungo e Laura Scavari, sposo di Cica Paffuti, padre di Falco Paffuti-Baggins
- Blanco (? - ?)

primo hobbit, insieme con il fratello Marcho, ad aver attraversato il fiume Brandivino venendo da Brea per colonizzare la Contea, nell'anno 1 C.C.
- Bob (? - ?)

Hobbit di Brea, addetto alla stalla della locanda del Puledro Impennato
- Bodo Tronfipiede (in originale: Bodo Proudfoot) (? - ?)

sposo di Linda Baggins, padre di Odo
- Boffin:

→ Berylla, Folco, Griffo, Ugo
- Bolgeri (in originale: Bolger):

→ Adaldrida, Estella, Fastolfo, Filiberto, Fredegario, Gundabaldo, Odoacre, Ruby, Rudigario, Willibaldo
- Boncorpi (in originale: Goodbody):

→ Togo
vari Boncorpi, discendenti di Togo e Lily Baggins, presenti alla festa d'addio di Bilbo Baggins
- Brandibuck (in originale: Brandybuck):

→ Amaranto, Asfodelia, Berilac, Celandine, Dinodas, Doderic, Dodinas, Gorbadoc, Gorbulas, Gorhendad, Gormadoc, Ilberic, Madoc, Marmadas, Marmadoc, Marroc, Melitot, Menta, Meriadoc, Merimac, Merimas, Orgulac, Primula, Rorimac, Sadoc, Salvia, Saradas, Saradoc, Seredic
- Brandobras Tuc (in originale: Brandobras "Bullroarer" Took) (1104 - 1206 C.C.), detto Ruggibrante

figlio di Isumbras, capostipite dei Tuc settentrionali di Lungo Squarcio, eroe della battaglia di Terreverdi (1147 C.C.) nella quale gli orchi invasero la Contea
- Brown:

→ Lily
- Brunaciocca (in originale: Brownlock):

→ Gilly
- Bucca della Palude (in originale: Bucca of the Marish) (? - ?)

primo Conte della Contea nel 379 C.C.
- Buonabimba (in originale: Goodchild):

→ Bell
- Bunce:

→ Mimosa
- Bungo Baggins (1246 - 1326 C.C.)

figlio di Mungo e Laura Scavari, sposo di Belladonna Tuc, padre di Bilbo

#### Baggins
La famiglia Baggins è conosciuta come una tra le famiglie Hobbit più ricche e famose.
È forse la famiglia più importante di Arda poiché protagonista de Lo Hobbit e de Il Signore degli Anelli. Bilbo Baggins, figlio di Bungo Baggins e di Belladonna Tuc, è il protagonista de Lo Hobbit nonché quarto possessore dell'Unico Anello. Bilbo è cugino di secondo (e quarto) grado di Frodo Baggins, protagonista de Il Signore degli Anelli, e quinto possessore dell'Unico Anello. Lui è destinato a portare a Mordor, e in seguito distruggere nel Monte Fato, l'Unico Anello, seguito da Samvise Gamgee e da La Compagnia dell'Anello.
La famiglia Baggins vive nella Contea, principalmente nella città di Hobbiville o dintorni. Evidentemente proprietari terrieri aristocratici, si sposarono con le due famiglie titolate della Contea, i Tuc e i Brandibuck. È probabile che i Baggins fossero i maggiori proprietari terrieri e la più importante famiglia di Hobbiville. Erano ritenuti rispettabili (più esattamente erano ritenuti più rispettabili degli aristocratici Tuc) finché Bilbo Baggins partì nella spedizione per Erebor (Montagna Solitaria nella Lingua corrente) con Gandalf il Grigio e tredici Nani: quando ritornò era considerato un eccentrico dagli Hobbit della Contea, ma anche estremamente ricco.
Bilbo adottò suo nipote Frodo Baggins, il quale ereditò lo smial di Vicolo Cieco dopo la partenza di Bilbo. Frodo sarà coinvolto nella ricerca de Il Signore degli Anelli, che finì con la Guerra dell'Anello.
Le origini della famiglia Baggins sono fatte risalire al primo Baggins conosciuto, ovvero Balbo Baggins, il quale nacque a Hobbiville nell'anno 2767 della Terza Era o nell'anno 1167, secondo il calcolo degli anni della Contea. Bilbo e Drogo erano entrambi nipoti di Balbo.
Dopo la partenza di Bilbo e Frodo, gli unici Baggins conosciuti restarono i discendenti del nipote di Bilbo, Posco Baggins, sebbene molti altri discendenti di Balbo Baggins fossero conosciuti con il cognome di Sackville-Baggins, come Peregrino Tuc o Meriadoc Brandibuck (in funzione di diversi matrimoni interfamiliari).
|       |       |       |       |               |               |               |               |                |                |                |                |                |                | Balbo Baggins | Balbo Baggins | Balbo Baggins | Balbo Baggins | Balbo Baggins | Balbo Baggins |       |       |       |       |                |                | Berylla Boffin | Berylla Boffin | Berylla Boffin  | Berylla Boffin  | Berylla Boffin  | Berylla Boffin  |                 |                 |       |       |                        |                        |                        |                        |                        |                        |                    |                    |                     |                     |                     |                     |                     |                     |              |              |       |       |      |      |                |                |                |                |                |                |               |               |               |               |               |               |                     |                     |                     |                     |                     |                     |             |             |             |             |                  |                  |                  |                  |                  |                  |                 |                 |      |      |             |             |             |             |             |             |       |       |       |       |       |       |       |       |                    |                    |                    |                    |                    |                    |  |  |      |      |      |      |      |      |       |       |                |                |                |                |                |                |               |               |               |               |               |               |  |  |
|       |       |       |       |               |               |               |               |                |                |                |                |                |                | Balbo Baggins | Balbo Baggins | Balbo Baggins | Balbo Baggins | Balbo Baggins | Balbo Baggins |       |       |       |       |                |                | Berylla Boffin | Berylla Boffin | Berylla Boffin  | Berylla Boffin  | Berylla Boffin  | Berylla Boffin  |                 |                 |       |       |                        |                        |                        |                        |                        |                        |                    |                    |                     |                     |                     |                     |                     |                     |              |              |       |       |      |      |                |                |                |                |                |                |               |               |               |               |               |               |                     |                     |                     |                     |                     |                     |             |             |             |             |                  |                  |                  |                  |                  |                  |                 |                 |      |      |             |             |             |             |             |             |       |       |       |       |       |       |       |       |                    |                    |                    |                    |                    |                    |  |  |      |      |      |      |      |      |       |       |                |                |                |                |                |                |               |               |               |               |               |               |  |  |
|       |       |       |       |               |               |               |               |                |                |                |                |                |                |               |               |               |               |               |               |       |       |       |       |                |                |                |                |                 |                 |                 |                 |                 |                 |       |       |                        |                        |                        |                        |                        |                        |                    |                    |                     |                     |                     |                     |                     |                     |              |              |       |       |      |      |                |                |                |                |                |                |               |               |               |               |               |               |                     |                     |                     |                     |                     |                     |             |             |             |             |                  |                  |                  |                  |                  |                  |                 |                 |      |      |             |             |             |             |             |             |       |       |       |       |       |       |       |       |                    |                    |                    |                    |                    |                    |  |  |      |      |      |      |      |      |       |       |                |                |                |                |                |                |               |               |               |               |               |               |  |  |
|       |       |       |       |               |               |               |               |                |                |                |                |                |                |               |               |               |               |               |               |       |       |       |       |                |                |                |                |                 |                 |                 |                 |                 |                 |       |       |                        |                        |                        |                        |                        |                        |                    |                    |                     |                     |                     |                     |                     |                     |              |              |       |       |      |      |                |                |                |                |                |                |               |               |               |               |               |               |                     |                     |                     |                     |                     |                     |             |             |             |             |                  |                  |                  |                  |                  |                  |                 |                 |      |      |             |             |             |             |             |             |       |       |       |       |       |       |       |       |                    |                    |                    |                    |                    |                    |  |  |      |      |      |      |      |      |       |       |                |                |                |                |                |                |               |               |               |               |               |               |  |  |
|       |       |       |       | Laura Grubb   | Laura Grubb   | Laura Grubb   | Laura Grubb   | Laura Grubb    | Laura Grubb    |                |                | Mungo          | Mungo          | Mungo         | Mungo         | Mungo         | Mungo         |               |               | Pansy | Pansy | Pansy | Pansy | Pansy          | Pansy          |                |                | Fastolph Bolger | Fastolph Bolger | Fastolph Bolger | Fastolph Bolger | Fastolph Bolger | Fastolph Bolger |       |       |                        |                        | Ponto                  | Ponto                  | Ponto                  | Ponto                  | Ponto              | Ponto              |                     |                     | Mimosa Bunce        | Mimosa Bunce        | Mimosa Bunce        | Mimosa Bunce        | Mimosa Bunce | Mimosa Bunce |       |       | Lily | Lily | Lily           | Lily           | Lily           | Lily           |                |                | Togo Goodbody | Togo Goodbody | Togo Goodbody | Togo Goodbody | Togo Goodbody | Togo Goodbody |                     |                     | Largo               | Largo               | Largo               | Largo               | Largo       | Largo       |             |             | Tanta Hornblower | Tanta Hornblower | Tanta Hornblower | Tanta Hornblower | Tanta Hornblower | Tanta Hornblower |                 |                 |      |      |             |             |             |             |             |             |       |       |       |       |       |       |       |       |                    |                    |                    |                    |                    |                    |  |  |      |      |      |      |      |      |       |       |                |                |                |                |                |                |               |               |               |               |               |               |  |  |
|       |       |       |       | Laura Grubb   | Laura Grubb   | Laura Grubb   | Laura Grubb   | Laura Grubb    | Laura Grubb    |                |                | Mungo          | Mungo          | Mungo         | Mungo         | Mungo         | Mungo         |               |               | Pansy | Pansy | Pansy | Pansy | Pansy          | Pansy          |                |                | Fastolph Bolger | Fastolph Bolger | Fastolph Bolger | Fastolph Bolger | Fastolph Bolger | Fastolph Bolger |       |       |                        |                        | Ponto                  | Ponto                  | Ponto                  | Ponto                  | Ponto              | Ponto              |                     |                     | Mimosa Bunce        | Mimosa Bunce        | Mimosa Bunce        | Mimosa Bunce        | Mimosa Bunce | Mimosa Bunce |       |       | Lily | Lily | Lily           | Lily           | Lily           | Lily           |                |                | Togo Goodbody | Togo Goodbody | Togo Goodbody | Togo Goodbody | Togo Goodbody | Togo Goodbody |                     |                     | Largo               | Largo               | Largo               | Largo               | Largo       | Largo       |             |             | Tanta Hornblower | Tanta Hornblower | Tanta Hornblower | Tanta Hornblower | Tanta Hornblower | Tanta Hornblower |                 |                 |      |      |             |             |             |             |             |             |       |       |       |       |       |       |       |       |                    |                    |                    |                    |                    |                    |  |  |      |      |      |      |      |      |       |       |                |                |                |                |                |                |               |               |               |               |               |               |  |  |
|       |       |       |       |               |               |               |               |                |                |                |                |                |                |               |               |               |               |               |               |       |       |       |       |                |                |                |                |                 |                 |                 |                 |                 |                 |       |       |                        |                        |                        |                        |                        |                        |                    |                    |                     |                     |                     |                     |                     |                     |              |              |       |       |      |      |                |                |                |                |                |                |               |               |               |               |               |               |                     |                     |                     |                     |                     |                     |             |             |             |             |                  |                  |                  |                  |                  |                  |                 |                 |      |      |             |             |             |             |             |             |       |       |       |       |       |       |       |       |                    |                    |                    |                    |                    |                    |  |  |      |      |      |      |      |      |       |       |                |                |                |                |                |                |               |               |               |               |               |               |  |  |
|       |       |       |       |               |               |               |               |                |                |                |                |                |                |               |               |               |               |               |               |       |       |       |       |                |                |                |                |                 |                 |                 |                 |                 |                 |       |       |                        |                        |                        |                        |                        |                        |                    |                    |                     |                     |                     |                     |                     |                     |              |              |       |       |      |      |                |                |                |                |                |                |               |               |               |               |               |               |                     |                     |                     |                     |                     |                     |             |             |             |             |                  |                  |                  |                  |                  |                  |                 |                 |      |      |             |             |             |             |             |             |       |       |       |       |       |       |       |       |                    |                    |                    |                    |                    |                    |  |  |      |      |      |      |      |      |       |       |                |                |                |                |                |                |               |               |               |               |               |               |  |  |
| Bungo | Bungo | Bungo | Bungo | Bungo         | Bungo         |               |               | Belladonna Tuc | Belladonna Tuc | Belladonna Tuc | Belladonna Tuc | Belladonna Tuc | Belladonna Tuc |               |               | Belba         | Belba         | Belba         | Belba         | Belba | Belba |       |       | Rudigar Bolger | Rudigar Bolger | Rudigar Bolger | Rudigar Bolger | Rudigar Bolger  | Rudigar Bolger  |                 |                 | Longo           | Longo           | Longo | Longo | Longo                  | Longo                  |                        |                        | Camellia Sackville     | Camellia Sackville     | Camellia Sackville | Camellia Sackville | Camellia Sackville  | Camellia Sackville  |                     |                     | Linda               | Linda               | Linda        | Linda        | Linda | Linda |      |      | Bodo Proudfoot | Bodo Proudfoot | Bodo Proudfoot | Bodo Proudfoot | Bodo Proudfoot | Bodo Proudfoot |               |               | Bingo         | Bingo         | Bingo         | Bingo         | Bingo               | Bingo               |                     |                     | Chica Chubb         | Chica Chubb         | Chica Chubb | Chica Chubb | Chica Chubb | Chica Chubb |                  |                  | Fosco            | Fosco            | Fosco            | Fosco            | Fosco           | Fosco           |      |      | Ruby Bolger | Ruby Bolger | Ruby Bolger | Ruby Bolger | Ruby Bolger | Ruby Bolger |       |       |       |       |       |       |       |       |                    |                    |                    |                    |                    |                    |  |  |      |      |      |      |      |      |       |       |                |                |                |                |                |                |               |               |               |               |               |               |  |  |
| Bungo | Bungo | Bungo | Bungo | Bungo         | Bungo         |               |               | Belladonna Tuc | Belladonna Tuc | Belladonna Tuc | Belladonna Tuc | Belladonna Tuc | Belladonna Tuc |               |               | Belba         | Belba         | Belba         | Belba         | Belba | Belba |       |       | Rudigar Bolger | Rudigar Bolger | Rudigar Bolger | Rudigar Bolger | Rudigar Bolger  | Rudigar Bolger  |                 |                 | Longo           | Longo           | Longo | Longo | Longo                  | Longo                  |                        |                        | Camellia Sackville     | Camellia Sackville     | Camellia Sackville | Camellia Sackville | Camellia Sackville  | Camellia Sackville  |                     |                     | Linda               | Linda               | Linda        | Linda        | Linda | Linda |      |      | Bodo Proudfoot | Bodo Proudfoot | Bodo Proudfoot | Bodo Proudfoot | Bodo Proudfoot | Bodo Proudfoot |               |               | Bingo         | Bingo         | Bingo         | Bingo         | Bingo               | Bingo               |                     |                     | Chica Chubb         | Chica Chubb         | Chica Chubb | Chica Chubb | Chica Chubb | Chica Chubb |                  |                  | Fosco            | Fosco            | Fosco            | Fosco            | Fosco           | Fosco           |      |      | Ruby Bolger | Ruby Bolger | Ruby Bolger | Ruby Bolger | Ruby Bolger | Ruby Bolger |       |       |       |       |       |       |       |       |                    |                    |                    |                    |                    |                    |  |  |      |      |      |      |      |      |       |       |                |                |                |                |                |                |               |               |               |               |               |               |  |  |
|       |       |       |       |               |               |               |               |                |                |                |                |                |                |               |               |               |               |               |               |       |       |       |       |                |                |                |                |                 |                 |                 |                 |                 |                 |       |       |                        |                        |                        |                        |                        |                        |                    |                    |                     |                     |                     |                     |                     |                     |              |              |       |       |      |      |                |                |                |                |                |                |               |               |               |               |               |               |                     |                     |                     |                     |                     |                     |             |             |             |             |                  |                  |                  |                  |                  |                  |                 |                 |      |      |             |             |             |             |             |             |       |       |       |       |       |       |       |       |                    |                    |                    |                    |                    |                    |  |  |      |      |      |      |      |      |       |       |                |                |                |                |                |                |               |               |               |               |               |               |  |  |
|       |       |       |       |               |               |               |               |                |                |                |                |                |                |               |               |               |               |               |               |       |       |       |       |                |                |                |                |                 |                 |                 |                 |                 |                 |       |       |                        |                        |                        |                        |                        |                        |                    |                    |                     |                     |                     |                     |                     |                     |              |              |       |       |      |      |                |                |                |                |                |                |               |               |               |               |               |               |                     |                     |                     |                     |                     |                     |             |             |             |             |                  |                  |                  |                  |                  |                  |                 |                 |      |      |             |             |             |             |             |             |       |       |       |       |       |       |       |       |                    |                    |                    |                    |                    |                    |  |  |      |      |      |      |      |      |       |       |                |                |                |                |                |                |               |               |               |               |               |               |  |  |
|       |       |       |       | Bilbo Baggins | Bilbo Baggins | Bilbo Baggins | Bilbo Baggins | Bilbo Baggins  | Bilbo Baggins  |                |                |                |                |               |               |               |               |               |               |       |       |       |       |                |                |                |                |                 |                 |                 |                 |                 |                 |       |       | Otho Sackville-Baggins | Otho Sackville-Baggins | Otho Sackville-Baggins | Otho Sackville-Baggins | Otho Sackville-Baggins | Otho Sackville-Baggins |                    |                    | Lobelia Bracegirdle | Lobelia Bracegirdle | Lobelia Bracegirdle | Lobelia Bracegirdle | Lobelia Bracegirdle | Lobelia Bracegirdle |              |              |       |       |      |      |                |                |                |                |                |                |               |               |               |               |               |               | Falco Chubb-Baggins | Falco Chubb-Baggins | Falco Chubb-Baggins | Falco Chubb-Baggins | Falco Chubb-Baggins | Falco Chubb-Baggins |             |             | ?           | ?           | ?                | ?                | ?                | ?                |                  |                  |                 |                 | Dora | Dora | Dora        | Dora        | Dora        | Dora        |             |             | Drogo | Drogo | Drogo | Drogo | Drogo | Drogo |       |       | Primula Brandibuck | Primula Brandibuck | Primula Brandibuck | Primula Brandibuck | Primula Brandibuck | Primula Brandibuck |  |  | Dudo | Dudo | Dudo | Dudo | Dudo | Dudo |       |       | Tulip Longhole | Tulip Longhole | Tulip Longhole | Tulip Longhole | Tulip Longhole | Tulip Longhole |               |               |               |               |               |               |  |  |
|       |       |       |       | Bilbo Baggins | Bilbo Baggins | Bilbo Baggins | Bilbo Baggins | Bilbo Baggins  | Bilbo Baggins  |                |                |                |                |               |               |               |               |               |               |       |       |       |       |                |                |                |                |                 |                 |                 |                 |                 |                 |       |       | Otho Sackville-Baggins | Otho Sackville-Baggins | Otho Sackville-Baggins | Otho Sackville-Baggins | Otho Sackville-Baggins | Otho Sackville-Baggins |                    |                    | Lobelia Bracegirdle | Lobelia Bracegirdle | Lobelia Bracegirdle | Lobelia Bracegirdle | Lobelia Bracegirdle | Lobelia Bracegirdle |              |              |       |       |      |      |                |                |                |                |                |                |               |               |               |               |               |               | Falco Chubb-Baggins | Falco Chubb-Baggins | Falco Chubb-Baggins | Falco Chubb-Baggins | Falco Chubb-Baggins | Falco Chubb-Baggins |             |             | ?           | ?           | ?                | ?                | ?                | ?                |                  |                  |                 |                 | Dora | Dora | Dora        | Dora        | Dora        | Dora        |             |             | Drogo | Drogo | Drogo | Drogo | Drogo | Drogo |       |       | Primula Brandibuck | Primula Brandibuck | Primula Brandibuck | Primula Brandibuck | Primula Brandibuck | Primula Brandibuck |  |  | Dudo | Dudo | Dudo | Dudo | Dudo | Dudo |       |       | Tulip Longhole | Tulip Longhole | Tulip Longhole | Tulip Longhole | Tulip Longhole | Tulip Longhole |               |               |               |               |               |               |  |  |
|       |       |       |       |               |               |               |               |                |                |                |                |                |                |               |               |               |               |               |               |       |       |       |       |                |                |                |                |                 |                 |                 |                 |                 |                 |       |       |                        |                        |                        |                        |                        |                        |                    |                    |                     |                     |                     |                     |                     |                     |              |              |       |       |      |      |                |                |                |                |                |                |               |               |               |               |               |               |                     |                     |                     |                     |                     |                     |             |             |             |             |                  |                  |                  |                  |                  |                  |                 |                 |      |      |             |             |             |             |             |             |       |       |       |       |       |       |       |       |                    |                    |                    |                    |                    |                    |  |  |      |      |      |      |      |      |       |       |                |                |                |                |                |                |               |               |               |               |               |               |  |  |
|       |       |       |       |               |               |               |               |                |                |                |                |                |                |               |               |               |               |               |               |       |       |       |       |                |                |                |                |                 |                 |                 |                 |                 |                 |       |       |                        |                        |                        |                        | Lotho                  | Lotho                  | Lotho              | Lotho              | Lotho               | Lotho               |                     |                     |                     |                     |              |              |       |       |      |      |                |                |                |                |                |                |               |               |               |               |               |               |                     |                     |                     |                     | Poppy               | Poppy               | Poppy       | Poppy       | Poppy       | Poppy       |                  |                  | Filibert Bolger  | Filibert Bolger  | Filibert Bolger  | Filibert Bolger  | Filibert Bolger | Filibert Bolger |      |      |             |             |             |             |             |             |       |       |       |       | Frodo | Frodo | Frodo | Frodo | Frodo              | Frodo              |                    |                    |                    |                    |  |  |      |      |      |      |      |      | Daisy | Daisy | Daisy          | Daisy          | Daisy          | Daisy          |                |                | Griffo Boffin | Griffo Boffin | Griffo Boffin | Griffo Boffin | Griffo Boffin | Griffo Boffin |  |  |
|       |       |       |       |               |               |               |               |                |                |                |                |                |                |               |               |               |               |               |               |       |       |       |       |                |                |                |                |                 |                 |                 |                 |                 |                 |       |       |                        |                        |                        |                        | Lotho                  | Lotho                  | Lotho              | Lotho              | Lotho               | Lotho               |                     |                     |                     |                     |              |              |       |       |      |      |                |                |                |                |                |                |               |               |               |               |               |               |                     |                     |                     |                     | Poppy               | Poppy               | Poppy       | Poppy       | Poppy       | Poppy       |                  |                  | Filibert Bolger  | Filibert Bolger  | Filibert Bolger  | Filibert Bolger  | Filibert Bolger | Filibert Bolger |      |      |             |             |             |             |             |             |       |       |       |       | Frodo | Frodo | Frodo | Frodo | Frodo              | Frodo              |                    |                    |                    |                    |  |  |      |      |      |      |      |      | Daisy | Daisy | Daisy          | Daisy          | Daisy          | Daisy          |                |                | Griffo Boffin | Griffo Boffin | Griffo Boffin | Griffo Boffin | Griffo Boffin | Griffo Boffin |  |  |

Quella del nome Baggins è una traduzione in Inglese del nome in Ovestron labingi, che si crede sia fatto collegare alla parola in Ovestron labin, "borsa".
Il nome Baggins è reso nella maggior parte delle traduzioni de Lo Hobbit e del Signore degli Anelli mantenendo il significato di "borsa" o "sacco":
- Nella traduzione tedesca, la traduzione del nome è "Beutlin"
- Nella traduzione olandese, la traduzione del nome è "Ballings"
- Nella traduzione francese, la traduzione del nome è "Saquet"
- Nella traduzione norvegese, la traduzione del nome è "Lommelun"
- Nella traduzione finlandese, la traduzione del nome è "Reppuli"
- Nella traduzione svedese, la traduzione del nome è "Secker"
- Nella traduzione danese, la traduzione del nome è "Sækker"
- Nella traduzione spagnola, la traduzione del nome è "Bolsón"
- Nella traduzione portoghese, la traduzione del nome è "Bolseiro"
- Nella traduzione araba, la traduzione del nome è "باچنز"
- Nella traduzione ungherese, la traduzione del nome è "Zsákos"
- Nella traduzione ceca, la traduzione del nome è "Pytlík"
- Nella traduzione slovacca, la traduzione del nome è "Bublík"

In Esperanto, il nome è "Baginzo", ma è basato sulla fonetica e non è una traduzione letterale del termine.

##### La famiglia Sackville-Baggins
La famiglia Sackville-Baggins è nata dal matrimonio tra Longo Baggins e Camellia Sackville, ereditiera della principale famiglia Sackville. Il loro figlio, Otho Sackville-Baggins, adottò un doppio nome, trattenuto da sua moglie Lobelia. Ebbero un figlio, Lotho, che fu assassinato durante le vicende narrate dal Signore degli Anelli, anche se Tolkien non narra direttamente della sua morte. Alla morte di Lobelia, il ramo dei Sackville-Baggins si estinse.

##### Lista dei Baggins
- Angelica Baggins
- Balbo Baggins
- Bilbo Baggins
- Bingo Baggins
- Bungo Baggins
- Daisy Baggins
- Frodo Baggins
- Laura Baggins
- Linda Baggins
- Lobelia Sackville-Baggins
- Lotho Sackville-Baggins
- Mungo Baggins
- Otho Sackville-Baggins
- Primula Baggins
- Rosa Baggins

#### Boffin
i Boffin sono una delle più importanti famiglie Hobbit.
"Oltre a questi, rimaneva però un paio di nomi più antichi il cui significato era andato smarrito, e che io ho semplicemente trasposto foneticamente come Tuc invece di Tûk o Boffin per Bophîn.".
Tuttavia in Home, XII, 48, Tolkien fornisce qualche dettaglio su questo nome: sarebbe un'anglicizzazione del termine Bophan, che, secondo la tradizione di famiglia, significherebbe "persona che ride fragorosamente"
Moltissimi Boffin, tra cui Vigo, Folco e Tosto erano presenti alla festa d'addio di Bilbo. Inoltre, dopo la festa, Frodo espulse due Boffin, perché stavano sfondando le pareti della cantina di Casa Baggins.
```
                                     Buffo Boffin
                                  = Edera Bongiusta
                               ___________|_______________________ 
                               |          |          |           |
                             Bosco      Basso      Briffo      Berylla
                               |                          = Balbo Baggins
                               |                                 :
                               |                                 :
                         Otto il Grasso                     
Bilbo Baggins

                        =Lavanda Scavari 
               ________________|__________________________________________________
               |                   |                          |                  |
              Ugo                 Uffo                      Rollo            Primarosa
        = Donnamira Tuc      =Zaffira Tassi          = Druda Rintanati  = Blanco Serracinta
   ____________|          _________|________                  |            ______|______
   |           |          |                |                  |            |           |
  Jago     Gelsomina    Gruffo           Gerda                |          Bruno      Lobelia
   |      = Erugario      |        =Adalberto Bolgeri         |            |    = Otto Sackville-
   |        Bolgeri       |                                   |            |        Baggins
   |                      |                                   |        ____|____       |
  Vigo                 Griffo                               (vari      |       |     Lotho
   |               = Daisy Baggins                       discendenti)  Ugo    Hilda
   |                      |                                                 = Seredic
 Folco                  Tosto                                                Brandibuck
```

Tra gli esponenti più importanti ricordiamo:
- Berylla Boffin, moglie di Balbo Baggins, e antenata di Bilbo e Frodo Baggins
- Folco Boffin, amico di Frodo Baggins che lo aiutò nel trasloco da Casa Baggins
- Vigo Boffin
- Tosto Boffin

#### Bolgeri
i Bolgeri (in originale Bolger, anglicizzazione del termine Hobbit Bolgra, col significato di rigonfiamento, pancia) sono una famiglia Hobbit della Contea. Di origine Paloide, abitano la riva sinistra dell'Acqua, nel villaggio di Boldigenio, nel Decumano Est. Come nelle altre famiglie Hobbit più antiche, come i Tuc e i Brandibuck, tra i Bolgeri vigeva l'abitudine di dare nomi altisonanti, come Fredegario, Odoacre, Teobaldo etc.

##### Albero genealogico
Il seguente albero genealogico non è stato pubblicato (come quello dei Boffin) nell'edizione italiana de Il Signore degli Anelli.

##### I Bolgeri di Boldigenio
```
                                             Gundolpho Bolgeri
                                           = Alfrida dello Iale
                                      ________________|_________________________________
                                      |                           |                    |
                                   Gundahar                    Rodolfo              Gundahad
                                = Dina Diggle             = Cora Boncorpi              |
                           ___________|____________               |                    |
                           |                      |               |                    |
                       Adalgario              Adaldrida       Fastolfo             Gundabaldo
                           |                 = Marmadoc       = Viola          = Salvia Brandibuck
         __________________|_______________   Brandibuck      Baggins                  |
         |                 |              |        :              |                    |
    Rudigario          Rudiberto         Ruby      :              |                 Teobaldo
 = Belba Baggins      = Ametista   = Fosco Baggins :           (vari           = Nina Pieleggero
         |           Soffiatromba         |        :        discendenti)               |
         |                 |              |        :                                   |
      Erugario         Adalberto        Drogo      :                               Wilibaldo
= Gelsomina Boffin  = Gerda Boffin        |        :                            = Prisca Baggins 
         |                 |              |        :                          _________|_________
         |                 |              |        :                          |        |        |
      Odoacre          Filiberto    
Frodo Baggins
  :                       Wilimar  Eribaldo   Nora
  = Rosamunda Tuc   = Poppy Paffuti-               :
         |              Baggins                    :
         |_________________________                :
         |                        |                :
     Fredegario               Estella === 
Meriadoc Brandibuck
```

#### Brandibuck
La famiglia Brandibuck è una delle più importanti famiglie hobbit.
Era una famiglia aristocratica, insieme ai Tuc, appartenevano al ramo dei paloidi in gran parte, anche se, sia questi ultimi sia i Brandibuck di origine sturoi, erano tutti originari di Brea.
La famiglia ha origine da Gorhendad Vecchiobecco delle Paludi, che iniziò a costruire "Villa Brandy" da cui fondarono poi Buckburgo che divenne la città principale della Terra di Buck.
La Terra di Buck si estendeva oltre il confine della Contea, che coincideva con il fiume Brandivino, e costituiva una colonia semi-indipendente, governata da un Signore. Gli abitanti della Terra di Buck vengono considerati "gente bizzarra" dagli altri hobbit della Contea perché erano abili con le barche e perché chiudevano le porte la notte (a causa della vicinanza con la Vecchia Foresta).
Il ruolo di capo famiglia coincideva con quello di "Signore di Buck", uno dei funzionari della Contea. Questa carica fu creata da Gorhendad Brandibuck. Come il conte e il guardiano dei confini occidentali, il Signore di Buck aveva un'autorità solo nominale, sebbene il suo dominio si estendeva dal Brandivino al Decumano Est per l'alleanza con le famiglie della zona con cui avevano anche interessi commerciali.
|                |                |                |                |                         |                         |                         |                         |                         |                         |                     |                     |                     |                     |                   |                   |                       |                       |                       |                       |                       |                       |                      |                      |                      |                      |                    |                    |                    |                    | Gormadoc "Scavafondo" Brandibuck | Gormadoc "Scavafondo" Brandibuck | Gormadoc "Scavafondo" Brandibuck | Gormadoc "Scavafondo" Brandibuck | Gormadoc "Scavafondo" Brandibuck | Gormadoc "Scavafondo" Brandibuck |                  |                  | Malva Testaforte | Malva Testaforte | Malva Testaforte | Malva Testaforte | Malva Testaforte | Malva Testaforte |                |                |                    |                    |                    |                    |                    |                    |           |           |                    |                    |                    |                    |                    |                    |         |         |  |  |         |         |         |         |               |               |               |               |               |               |               |               |               |               |  |  |          |          |          |          |          |          |  |  |  |  |
|                |                |                |                |                         |                         |                         |                         |                         |                         |                     |                     |                     |                     |                   |                   |                       |                       |                       |                       |                       |                       |                      |                      |                      |                      |                    |                    |                    |                    | Gormadoc "Scavafondo" Brandibuck | Gormadoc "Scavafondo" Brandibuck | Gormadoc "Scavafondo" Brandibuck | Gormadoc "Scavafondo" Brandibuck | Gormadoc "Scavafondo" Brandibuck | Gormadoc "Scavafondo" Brandibuck |                  |                  | Malva Testaforte | Malva Testaforte | Malva Testaforte | Malva Testaforte | Malva Testaforte | Malva Testaforte |                |                |                    |                    |                    |                    |                    |                    |           |           |                    |                    |                    |                    |                    |                    |         |         |  |  |         |         |         |         |               |               |               |               |               |               |               |               |               |               |  |  |          |          |          |          |          |          |  |  |  |  |
|                |                |                |                |                         |                         |                         |                         |                         |                         |                     |                     |                     |                     |                   |                   |                       |                       |                       |                       |                       |                       |                      |                      |                      |                      |                    |                    |                    |                    |                                  |                                  |                                  |                                  |                                  |                                  |                  |                  |                  |                  |                  |                  |                  |                  |                |                |                    |                    |                    |                    |                    |                    |           |           |                    |                    |                    |                    |                    |                    |         |         |  |  |         |         |         |         |               |               |               |               |               |               |               |               |               |               |  |  |          |          |          |          |          |          |  |  |  |  |
|                |                |                |                |                         |                         |                         |                         |                         |                         |                     |                     |                     |                     |                   |                   |                       |                       |                       |                       |                       |                       |                      |                      |                      |                      |                    |                    |                    |                    |                                  |                                  |                                  |                                  |                                  |                                  |                  |                  |                  |                  |                  |                  |                  |                  |                |                |                    |                    |                    |                    |                    |                    |           |           |                    |                    |                    |                    |                    |                    |         |         |  |  |         |         |         |         |               |               |               |               |               |               |               |               |               |               |  |  |          |          |          |          |          |          |  |  |  |  |
|                |                |                |                |                         |                         |                         |                         |                         |                         |                     |                     |                     |                     |                   |                   | Anna Goldworthy       | Anna Goldworthy       | Anna Goldworthy       | Anna Goldworthy       | Anna Goldworthy       | Anna Goldworthy       |                      |                      | Madoc "Fierocollo"   | Madoc "Fierocollo"   | Madoc "Fierocollo" | Madoc "Fierocollo" | Madoc "Fierocollo" | Madoc "Fierocollo" |                                  |                                  |                                  |                                  | Sadoc                            | Sadoc                            | Sadoc            | Sadoc            | Sadoc            | Sadoc            |                  |                  |                  |                  |                |                |                    |                    |                    |                    |                    |                    |           |           | Marroc             | Marroc             | Marroc             | Marroc             | Marroc             | Marroc             |         |         |  |  |         |         |         |         |               |               |               |               |               |               |               |               |               |               |  |  |          |          |          |          |          |          |  |  |  |  |
|                |                |                |                |                         |                         |                         |                         |                         |                         |                     |                     |                     |                     |                   |                   | Anna Goldworthy       | Anna Goldworthy       | Anna Goldworthy       | Anna Goldworthy       | Anna Goldworthy       | Anna Goldworthy       |                      |                      | Madoc "Fierocollo"   | Madoc "Fierocollo"   | Madoc "Fierocollo" | Madoc "Fierocollo" | Madoc "Fierocollo" | Madoc "Fierocollo" |                                  |                                  |                                  |                                  | Sadoc                            | Sadoc                            | Sadoc            | Sadoc            | Sadoc            | Sadoc            |                  |                  |                  |                  |                |                |                    |                    |                    |                    |                    |                    |           |           | Marroc             | Marroc             | Marroc             | Marroc             | Marroc             | Marroc             |         |         |  |  |         |         |         |         |               |               |               |               |               |               |               |               |               |               |  |  |          |          |          |          |          |          |  |  |  |  |
|                |                |                |                |                         |                         |                         |                         |                         |                         |                     |                     |                     |                     |                   |                   |                       |                       |                       |                       |                       |                       |                      |                      |                      |                      |                    |                    |                    |                    |                                  |                                  |                                  |                                  |                                  |                                  |                  |                  |                  |                  |                  |                  |                  |                  |                |                |                    |                    |                    |                    |                    |                    |           |           |                    |                    |                    |                    |                    |                    |         |         |  |  |         |         |         |         |               |               |               |               |               |               |               |               |               |               |  |  |          |          |          |          |          |          |  |  |  |  |
|                |                |                |                |                         |                         |                         |                         |                         |                         |                     |                     |                     |                     |                   |                   |                       |                       |                       |                       |                       |                       |                      |                      |                      |                      |                    |                    |                    |                    |                                  |                                  |                                  |                                  |                                  |                                  |                  |                  |                  |                  |                  |                  |                  |                  |                |                |                    |                    |                    |                    |                    |                    |           |           |                    |                    |                    |                    |                    |                    |         |         |  |  |         |         |         |         |               |               |               |               |               |               |               |               |               |               |  |  |          |          |          |          |          |          |  |  |  |  |
|                |                |                |                |                         |                         |                         |                         |                         |                         |                     |                     | Adaldrida Bolgeri   | Adaldrida Bolgeri   | Adaldrida Bolgeri | Adaldrida Bolgeri | Adaldrida Bolgeri     | Adaldrida Bolgeri     |                       |                       | Marmadoc L'Imperioso  | Marmadoc L'Imperioso  | Marmadoc L'Imperioso | Marmadoc L'Imperioso | Marmadoc L'Imperioso | Marmadoc L'Imperioso |                    |                    |                    |                    | Due figli                        | Due figli                        | Due figli                        | Due figli                        | Due figli                        | Due figli                        |                  |                  | Salvia           | Salvia           | Salvia           | Salvia           | Salvia           | Salvia           |                |                | Gundabaldo Bolgeri | Gundabaldo Bolgeri | Gundabaldo Bolgeri | Gundabaldo Bolgeri | Gundabaldo Bolgeri | Gundabaldo Bolgeri |           |           | (vari discendenti) | (vari discendenti) | (vari discendenti) | (vari discendenti) | (vari discendenti) | (vari discendenti) |         |         |  |  |         |         |         |         |               |               |               |               |               |               |               |               |               |               |  |  |          |          |          |          |          |          |  |  |  |  |
|                |                |                |                |                         |                         |                         |                         |                         |                         |                     |                     | Adaldrida Bolgeri   | Adaldrida Bolgeri   | Adaldrida Bolgeri | Adaldrida Bolgeri | Adaldrida Bolgeri     | Adaldrida Bolgeri     |                       |                       | Marmadoc L'Imperioso  | Marmadoc L'Imperioso  | Marmadoc L'Imperioso | Marmadoc L'Imperioso | Marmadoc L'Imperioso | Marmadoc L'Imperioso |                    |                    |                    |                    | Due figli                        | Due figli                        | Due figli                        | Due figli                        | Due figli                        | Due figli                        |                  |                  | Salvia           | Salvia           | Salvia           | Salvia           | Salvia           | Salvia           |                |                | Gundabaldo Bolgeri | Gundabaldo Bolgeri | Gundabaldo Bolgeri | Gundabaldo Bolgeri | Gundabaldo Bolgeri | Gundabaldo Bolgeri |           |           | (vari discendenti) | (vari discendenti) | (vari discendenti) | (vari discendenti) | (vari discendenti) | (vari discendenti) |         |         |  |  |         |         |         |         |               |               |               |               |               |               |               |               |               |               |  |  |          |          |          |          |          |          |  |  |  |  |
|                |                |                |                |                         |                         |                         |                         |                         |                         |                     |                     |                     |                     |                   |                   |                       |                       |                       |                       |                       |                       |                      |                      |                      |                      |                    |                    |                    |                    |                                  |                                  |                                  |                                  |                                  |                                  |                  |                  |                  |                  |                  |                  |                  |                  |                |                |                    |                    |                    |                    |                    |                    |           |           |                    |                    |                    |                    |                    |                    |         |         |  |  |         |         |         |         |               |               |               |               |               |               |               |               |               |               |  |  |          |          |          |          |          |          |  |  |  |  |
|                |                |                |                |                         |                         |                         |                         |                         |                         |                     |                     |                     |                     |                   |                   |                       |                       |                       |                       |                       |                       |                      |                      |                      |                      |                    |                    |                    |                    |                                  |                                  |                                  |                                  |                                  |                                  |                  |                  |                  |                  |                  |                  |                  |                  |                |                |                    |                    |                    |                    |                    |                    |           |           |                    |                    |                    |                    |                    |                    |         |         |  |  |         |         |         |         |               |               |               |               |               |               |               |               |               |               |  |  |          |          |          |          |          |          |  |  |  |  |
|                |                |                |                |                         |                         |                         |                         | Mirabella Tuc           | Mirabella Tuc           | Mirabella Tuc       | Mirabella Tuc       | Mirabella Tuc       | Mirabella Tuc       |                   |                   | Gorbadoc "Largacinta" | Gorbadoc "Largacinta" | Gorbadoc "Largacinta" | Gorbadoc "Largacinta" | Gorbadoc "Largacinta" | Gorbadoc "Largacinta" |                      |                      |                      |                      |                    |                    |                    |                    |                                  |                                  |                                  |                                  |                                  |                                  |                  |                  |                  |                  | Due figlie       | Due figlie       | Due figlie       | Due figlie       | Due figlie     | Due figlie     |                    |                    |                    |                    |                    |                    |           |           |                    |                    |                    |                    |                    |                    |         |         |  |  |         |         |         |         |               |               |               |               |               |               |               |               |               |               |  |  | Orgulas  | Orgulas  | Orgulas  | Orgulas  | Orgulas  | Orgulas  |  |  |  |  |
|                |                |                |                |                         |                         |                         |                         | Mirabella Tuc           | Mirabella Tuc           | Mirabella Tuc       | Mirabella Tuc       | Mirabella Tuc       | Mirabella Tuc       |                   |                   | Gorbadoc "Largacinta" | Gorbadoc "Largacinta" | Gorbadoc "Largacinta" | Gorbadoc "Largacinta" | Gorbadoc "Largacinta" | Gorbadoc "Largacinta" |                      |                      |                      |                      |                    |                    |                    |                    |                                  |                                  |                                  |                                  |                                  |                                  |                  |                  |                  |                  | Due figlie       | Due figlie       | Due figlie       | Due figlie       | Due figlie     | Due figlie     |                    |                    |                    |                    |                    |                    |           |           |                    |                    |                    |                    |                    |                    |         |         |  |  |         |         |         |         |               |               |               |               |               |               |               |               |               |               |  |  | Orgulas  | Orgulas  | Orgulas  | Orgulas  | Orgulas  | Orgulas  |  |  |  |  |
|                |                |                |                |                         |                         |                         |                         |                         |                         |                     |                     |                     |                     |                   |                   |                       |                       |                       |                       |                       |                       |                      |                      |                      |                      |                    |                    |                    |                    |                                  |                                  |                                  |                                  |                                  |                                  |                  |                  |                  |                  |                  |                  |                  |                  |                |                |                    |                    |                    |                    |                    |                    |           |           |                    |                    |                    |                    |                    |                    |         |         |  |  |         |         |         |         |               |               |               |               |               |               |               |               |               |               |  |  |          |          |          |          |          |          |  |  |  |  |
|                |                |                |                |                         |                         |                         |                         |                         |                         |                     |                     |                     |                     |                   |                   |                       |                       |                       |                       |                       |                       |                      |                      |                      |                      |                    |                    |                    |                    |                                  |                                  |                                  |                                  |                                  |                                  |                  |                  |                  |                  |                  |                  |                  |                  |                |                |                    |                    |                    |                    |                    |                    |           |           |                    |                    |                    |                    |                    |                    |         |         |  |  |         |         |         |         |               |               |               |               |               |               |               |               |               |               |  |  |          |          |          |          |          |          |  |  |  |  |
| Menegilda Guld | Menegilda Guld | Menegilda Guld | Menegilda Guld | Menegilda Guld          | Menegilda Guld          |                         |                         | Rorimac "Babbodoro"     | Rorimac "Babbodoro"     | Rorimac "Babbodoro" | Rorimac "Babbodoro" | Rorimac "Babbodoro" | Rorimac "Babbodoro" |                   |                   | Amaranto              | Amaranto              | Amaranto              | Amaranto              | Amaranto              | Amaranto              |                      |                      | Saradas              | Saradas              | Saradas            | Saradas            | Saradas            | Saradas            |                                  |                                  | Dodinas                          | Dodinas                          | Dodinas                          | Dodinas                          | Dodinas          | Dodinas          |                  |                  | Rufo Rintanati   | Rufo Rintanati   | Rufo Rintanati   | Rufo Rintanati   | Rufo Rintanati | Rufo Rintanati |                    |                    | Asfodelia          | Asfodelia          | Asfodelia          | Asfodelia          | Asfodelia | Asfodelia |                    |                    | Dinodas            | Dinodas            | Dinodas            | Dinodas            | Dinodas | Dinodas |  |  | Primula | Primula | Primula | Primula | Primula       | Primula       |               |               | Drogo Baggins | Drogo Baggins | Drogo Baggins | Drogo Baggins | Drogo Baggins | Drogo Baggins |  |  | Gorbulas | Gorbulas | Gorbulas | Gorbulas | Gorbulas | Gorbulas |  |  |  |  |
| Menegilda Guld | Menegilda Guld | Menegilda Guld | Menegilda Guld | Menegilda Guld          | Menegilda Guld          |                         |                         | Rorimac "Babbodoro"     | Rorimac "Babbodoro"     | Rorimac "Babbodoro" | Rorimac "Babbodoro" | Rorimac "Babbodoro" | Rorimac "Babbodoro" |                   |                   | Amaranto              | Amaranto              | Amaranto              | Amaranto              | Amaranto              | Amaranto              |                      |                      | Saradas              | Saradas              | Saradas            | Saradas            | Saradas            | Saradas            |                                  |                                  | Dodinas                          | Dodinas                          | Dodinas                          | Dodinas                          | Dodinas          | Dodinas          |                  |                  | Rufo Rintanati   | Rufo Rintanati   | Rufo Rintanati   | Rufo Rintanati   | Rufo Rintanati | Rufo Rintanati |                    |                    | Asfodelia          | Asfodelia          | Asfodelia          | Asfodelia          | Asfodelia | Asfodelia |                    |                    | Dinodas            | Dinodas            | Dinodas            | Dinodas            | Dinodas | Dinodas |  |  | Primula | Primula | Primula | Primula | Primula       | Primula       |               |               | Drogo Baggins | Drogo Baggins | Drogo Baggins | Drogo Baggins | Drogo Baggins | Drogo Baggins |  |  | Gorbulas | Gorbulas | Gorbulas | Gorbulas | Gorbulas | Gorbulas |  |  |  |  |
|                |                |                |                |                         |                         |                         |                         |                         |                         |                     |                     |                     |                     |                   |                   |                       |                       |                       |                       |                       |                       |                      |                      |                      |                      |                    |                    |                    |                    |                                  |                                  |                                  |                                  |                                  |                                  |                  |                  |                  |                  |                  |                  |                  |                  |                |                |                    |                    |                    |                    |                    |                    |           |           |                    |                    |                    |                    |                    |                    |         |         |  |  |         |         |         |         |               |               |               |               |               |               |               |               |               |               |  |  |          |          |          |          |          |          |  |  |  |  |
|                |                |                |                |                         |                         |                         |                         |                         |                         |                     |                     |                     |                     |                   |                   |                       |                       |                       |                       |                       |                       |                      |                      |                      |                      |                    |                    |                    |                    |                                  |                                  |                                  |                                  |                                  |                                  |                  |                  |                  |                  |                  |                  |                  |                  |                |                |                    |                    |                    |                    |                    |                    |           |           |                    |                    |                    |                    |                    |                    |         |         |  |  |         |         |         |         |               |               |               |               |               |               |               |               |               |               |  |  |          |          |          |          |          |          |  |  |  |  |
| Esmerelda Tuc  | Esmerelda Tuc  | Esmerelda Tuc  | Esmerelda Tuc  | Esmerelda Tuc           | Esmerelda Tuc           |                         |                         | Saradoc "Fiumedoro"     | Saradoc "Fiumedoro"     | Saradoc "Fiumedoro" | Saradoc "Fiumedoro" | Saradoc "Fiumedoro" | Saradoc "Fiumedoro" |                   |                   | Merimac               | Merimac               | Merimac               | Merimac               | Merimac               | Merimac               |                      |                      | Seredic              | Seredic              | Seredic            | Seredic            | Seredic            | Seredic            |                                  |                                  | Hilda Serracinta                 | Hilda Serracinta                 | Hilda Serracinta                 | Hilda Serracinta                 | Hilda Serracinta | Hilda Serracinta |                  |                  |                  |                  |                  |                  |                |                |                    |                    |                    |                    |                    |                    |           |           |                    |                    |                    |                    |                    |                    |         |         |  |  |         |         |         |         | Frodo Baggins | Frodo Baggins | Frodo Baggins | Frodo Baggins | Frodo Baggins | Frodo Baggins |               |               |               |               |  |  | Marmadas | Marmadas | Marmadas | Marmadas | Marmadas | Marmadas |  |  |  |  |
| Esmerelda Tuc  | Esmerelda Tuc  | Esmerelda Tuc  | Esmerelda Tuc  | Esmerelda Tuc           | Esmerelda Tuc           |                         |                         | Saradoc "Fiumedoro"     | Saradoc "Fiumedoro"     | Saradoc "Fiumedoro" | Saradoc "Fiumedoro" | Saradoc "Fiumedoro" | Saradoc "Fiumedoro" |                   |                   | Merimac               | Merimac               | Merimac               | Merimac               | Merimac               | Merimac               |                      |                      | Seredic              | Seredic              | Seredic            | Seredic            | Seredic            | Seredic            |                                  |                                  | Hilda Serracinta                 | Hilda Serracinta                 | Hilda Serracinta                 | Hilda Serracinta                 | Hilda Serracinta | Hilda Serracinta |                  |                  |                  |                  |                  |                  |                |                |                    |                    |                    |                    |                    |                    |           |           |                    |                    |                    |                    |                    |                    |         |         |  |  |         |         |         |         | Frodo Baggins | Frodo Baggins | Frodo Baggins | Frodo Baggins | Frodo Baggins | Frodo Baggins |               |               |               |               |  |  | Marmadas | Marmadas | Marmadas | Marmadas | Marmadas | Marmadas |  |  |  |  |
|                |                |                |                |                         |                         |                         |                         |                         |                         |                     |                     |                     |                     |                   |                   |                       |                       |                       |                       |                       |                       |                      |                      |                      |                      |                    |                    |                    |                    |                                  |                                  |                                  |                                  |                                  |                                  |                  |                  |                  |                  |                  |                  |                  |                  |                |                |                    |                    |                    |                    |                    |                    |           |           |                    |                    |                    |                    |                    |                    |         |         |  |  |         |         |         |         |               |               |               |               |               |               |               |               |               |               |  |  |          |          |          |          |          |          |  |  |  |  |
|                |                |                |                |                         |                         |                         |                         |                         |                         |                     |                     |                     |                     |                   |                   |                       |                       |                       |                       |                       |                       |                      |                      |                      |                      |                    |                    |                    |                    |                                  |                                  |                                  |                                  |                                  |                                  |                  |                  |                  |                  |                  |                  |                  |                  |                |                |                    |                    |                    |                    |                    |                    |           |           |                    |                    |                    |                    |                    |                    |         |         |  |  |         |         |         |         |               |               |               |               |               |               |               |               |               |               |  |  |          |          |          |          |          |          |  |  |  |  |
|                |                |                |                | Meriadoc "il Magnifico" | Meriadoc "il Magnifico" | Meriadoc "il Magnifico" | Meriadoc "il Magnifico" | Meriadoc "il Magnifico" | Meriadoc "il Magnifico" |                     |                     |                     |                     |                   |                   | Berilac               | Berilac               | Berilac               | Berilac               | Berilac               | Berilac               |                      |                      |                      |                      |                    |                    | Doderic            | Doderic            | Doderic                          | Doderic                          | Doderic                          | Doderic                          |                                  |                                  | Ilberic          | Ilberic          | Ilberic          | Ilberic          | Ilberic          | Ilberic          |                  |                  | Celandine      | Celandine      | Celandine          | Celandine          | Celandine          | Celandine          |                    |                    |           |           |                    |                    |                    |                    |                    |                    |         |         |  |  | Merimas | Merimas | Merimas | Merimas | Merimas       | Merimas       |               |               | Menta         | Menta         | Menta         | Menta         | Menta         | Menta         |  |  | Melilot  | Melilot  | Melilot  | Melilot  | Melilot  | Melilot  |  |  |  |  |

### C
- Camelia Sackville (? - ?)

sposa di Longo Baggins, madre di Otto Sackville-Baggins
- Carlo (in originale: Carl) (1263 C.C. - ?)

figlio di Cottar
- Carlo Cotton (in originale: Carl Cotton) (1389 C.C. - ?), detto Nibs

figlio di Tolman (1) e Lily Brown
- Celandine Brandibuck (in originale: Celandine Branybuck) (1394 C.C. - ?)

figlia di Seredic e Hilda Serracinta, presente alla festa d'addio di Bilbo Baggins
- Cordaio (in originale: Roper):

→ Andvise, Anson — Il nome, da soprannome derivante dalla professione, sembra divenire cognome.
- Cica Paffuti (in originale: Chica Chubb) (? - ?)

sposa di Bingo Baggins, madre di Falco Paffuti-Baggins
- Cioccadoro Gamgee (in originale: Goldilocks Gamgee) (1431 C.C. - ?)

figlia di Samvise e Rosa Cotton, sposa di Faramir Tuc
- Cotman (1260 C.C. - ?)

figlio di Cottar, sposo di Rosa Manoverde, padre di Forino Cotton
- Cottar (1220 C.C. - ?)

padre di Cotman e Carlo, capostipite della famiglia Cotton
- Cotton:

→ Arciere, Carlo, Forino, Rosa, Tolman (1) e (2), Wilcome (1) e (2)

#### Cioccadoro Gamgee
Cioccadoro Gamgee, è la sesta figlia di Samvise Gamgee e di Rosa Cotton, nata nel 3032 T.E. (1431 secondo il Calendario della Contea). Nel 3064 della T.E. (1463 per il calendario hobbit) si sposa con Faramir Tuc, figlio del Conte Peregrino Tuc e di Diamante Di Lungo Squarcio.

### D
- Daisy Baggins (1350 C.C. - ?)

discendente di Dudo, sposa di Griffo Boffin, presente alla festa d'addio di Bilbo Baggins
- Daisy Gamgee (1372 C.C. - ?)

figlia di Hamfast e Bell Buonabimba
- Daisy Gamgee (1433 C.C. - ?)

figlia di Samvise e Rosa Cotton
- Déagol (ca. 830 - 863 C.C.)

Hobbit di Campo Gaggiolo vicino al fiume Anduin, amico di Sméagol poi da lui assassinato, portatore dell'Anello
- del Colle (in originale: of the Hill):

→ Harding
- della Palude (in originale: of the Marish):

→ Bucca
- di Lungo Squarcio (in originale: of Long Cleeve):

→ Diamante
- di Verdolmo (in originale: of Greenholm):

→ Fastred
- Diamante di Lungo Squarcio (in originale: Diamond of Long Cleeve) (1395 C.C. - ?)

sposa di Peregrino Tuc, madre di Faramir Tuc
- Dinodas Brandibuck (in originale: Dinodas Brandybuck) (? - ?)

figlio di Gorbadoc e Mirabella Tuc, presente alla festa d'addio di Bilbo Baggins
- Doderic Brandibuck (in originale: Doderic Brandybuck) (1389 C.C. - ?)

figlio di Seredic e Hilda Serracinta, presente alla festa d'addio di Bilbo Baggins
- Dodinas Brandibuck (in originale: Dodinas Brandybuck) (? - ?)

figlio di Gorbadoc e Mirabella Tuc
- Donnamira Tuc (in originale: Donnamira Took) (1256 - 1348 C.C.)

figlia di Gerontius e Adamanta Paffuti, sposa di Ugo Boffin
- Dora Baggins (1302 - 1406 C.C.)

figlia di Fosco e Ruby Bolgeri, presente alla festa d'addio di Bilbo Baggins
- Drogo Baggins (1308 - 1380 C.C.)

figlio di Fosco e Ruby Bolgeri, sposo di Primula Brandibuck, padre di Frodo, morto annegato durante una gita sul fiume Brandivino con la moglie
- Dudo Baggins (1311 - 1409 C.C.)

figlio di Fosco e Ruby Bolgeri, avo di Daisy, presente alla festa d'addio di Bilbo Baggins
- Duepiedi (in originale: Twofoot):

→ Nonno

#### Déagol
Déagol è il cugino e amico di Sméagol (Gollum), è uno Hobbit appartenente alla razza degli Sturoi, nato presumibilmente attorno all'anno 2439 della Terza Era.
Nell'anno 2463 della Terza Era della Terra di Mezzo, Déagol si reca con il cugino Sméagol a pescare a bordo di una barca sul fiume Anduin, nei pressi del Campo Gaggiolo (o Campi Iridati), Loeg Ningloron nella lingua degli Elfi.
Déagol, in seguito a una caduta in acqua, trova un anello sul fondo del fiume e lo afferra attirato dal luccichio. Tornato in superficie, mostra al cugino Sméagol la sua scoperta; ma quando questi, attratto dall'anello, lo chiede per sé, Déagol rifiuta di cederglielo; Sméagol allora uccide il proprio cugino, appropriandosi dell'anello. L'anello che lo Hobbit aveva trovato nell'Anduin era l'Unico Anello, forgiato da Sauron nel Monte Fato molti anni addietro.
Nell'adattamento cinematografico diretto da Peter Jackson, il ruolo di Déagol è interpretato dall'attore neozelandese Thomas Robins, doppiato in italiano da Roberto Ciufoli. La scena del ritrovamento dell'Anello era stata pensata per il film Le due torri, ma poi fu inserita nel film Il Signore degli Anelli - Il ritorno del re.

#### Drogo Baggins
Drogo Baggins è il padre di Frodo Baggins. Nato nel 2908 da Fosco Baggins e Ruby Bolgeri, è il secondo di tre figli: ha una sorella maggiore, Dora, ed un fratello minore, Dudo. Drogo è cugino di secondo grado (da parte di padre) di Bilbo Baggins.
Drogo si sposò con Primula Brandibuck e, nel 2968, ebbero un figlio, Frodo. Dopo il matrimonio, Drogo e la sua famiglia spesso risiedevano a Villa Brandy perché il suocero Gorbadoc Brandibuck offriva banchetti succulenti e Drogo, amante della buona cucina, li apprezzava molto.
Una sera del 2980, dopo cena, Drogo e Primula fecero una gita in barca sul fiume Brandivino ed annegarono. Alcuni dicono perfidamente che sia stato il peso di Drogo a far affondare la barca, altri che Primula spinse il marito fuori dalla barca e questi, aggrappandosi a lei, la portò con sé.

### E
- Elanor Gamgee (1421 C.C. - ?), detta Elanor la Bella

figlia di Samvise e Rosa Cotton, sposa di Fastred di Verdolmo, si stabilisce con lui nelle Paludi Occidentali dando origine ai Belpiccolo delle Torri
- Eglantina Banks (in originale: Eglantine Banks) (? - ?)

sposa di Paladino Tuc, madre di Perla, Pimpernel, Pervinca e Peregrino Tuc, presente alla festa d'addio di Bilbo Baggins
- Erling Manoverde (in originale: Erling Greenhand) (1254 C.C. - ?)

figlia di Forino
- Esmeralda Tuc (in originale: Esmeralda Took) (1336 C.C. - ?)

figlia di Adalgrim, sposa di Saradoc Brandibuck, madre di Meriadoc Brandibuck, presente alla festa d'addio di Bilbo Baggins
- Estella Bolgeri (in originale: Estella Bolger) (1385 C.C. - ?)

figlia di Odoacre e Rosamunda Tuc, sposa di Meriadoc Brandibuck, presente alla festa d'addio di Bilbo Baggins
- Everardo Tuc (in originale: Everard Took) (1380 C.C. - ?)

figlio di Adelardo, presente alla festa d'addio di Bilbo Baggins

### F
- Falco Paffuti-Baggins (in originale: Falco Chubb-Baggins) (1303 - 1399 C.C.)

figlio di Bingo Baggins e Cica Paffuti, padre di Poppy
- Faramir Tuc (in originale: Faramir Took) (1430 C.C. - ?), detto Faramir I

figlio di Peregrino e Diamante di Lungo Squarcio, sposo di Cioccadoro Gamgee, conte
- Fastolfo Bolgeri (in originale: Fastolph Bolger) (? - ?)

sposo di Viola Baggins
- Fastred di Verdolmo (in originale: Fastred of Greenholm) (? - ?)

sposo di Elanor Gamgee, si trasferisce con lei nelle Paludi Occidentali, dando origine ai Belpiccolo delle Torri
- Ferdibrando Tuc (in originale: Ferdibrand Took) (1383 C.C. - ?)

figlio di Ferdinando, presente alla festa d'addio di Bilbo Baggins
- Ferdinando Tuc (in originale: Ferdinand Took)(1340 C.C. - ?)

figlio di Sigismondo, padre di Ferdibrando, presente alla festa d'addio di Bilbo Baggins
- Ferumbras Tuc (in originale: Ferumbras Took) (1101 - 1201 C.C.), detto Ferumbras II

figlio di Isumbras III, padre di Fortinbras I, conte
- Ferumbras Tuc (in originale: Ferumbras Took) (1316 - 1415 C.C.), detto Ferumbras III

figlio di Fortinbras II, non sposato, conte, presente alla festa d'addio di Bilbo Baggins
- Filiberto Bolgeri (in originale: Filibert Bolger) (? - ?)

sposo di Poppy Paffuti-Baggins, presente alla festa d'addio di Bilbo Baggins
- Flambardo Tuc (in originale: Flambard Took) (1287 - 1389 C.C.)

figlio di Isembardo, padre di Adelardo
- Folco Boffin (? - ?)

amico di Frodo Baggins
- Forino (in originale: Holman "the greenhanded") (1210 C.C. - ?), detto Forino dalla mano verde

padre di Rowan, Alfredo, Erling, Hending e Rosa Manoverde, di Hobbiville
- Forino Cotton (in originale: Holman "Long Hom" Cotton) (1302 C.C. - ?), detto Fino il Lungo

figlio di Cotman e Rosa Manoverde, padre di Tolman e Wilcome (1), si trasferisce a Lungacque
- Forino Manoverde (in originale: Holman Greenhand) (1292 C.C. - ?), detto Cugino Forino

figlio di Alfredo, di Hobbiville, giardiniere insieme a Hamfast Gamgee
- Fortinbras Tuc (in originale: Fortinbras Took) (1145 - 1248 C.C.), detto Fortinbras I

figlio di Ferumbras II, padre di Gerontius, Conte
- Fortinbras Tuc (in originale: Fortinbras Took) (1278 - 1380 C.C.), detto Fortinbras II

figlio di Isumbras IV, padre di Ferumbras III, conte
- Fosco Baggins (1264 - 1360 C.C.)

figlio di Largo e Tanta Soffiatromba, sposo di Ruby Bolgeri, padre di Dora, Drogo e Dudo
- Fredegario Bolgeri (in originale: Fredegar "Fatty" Bolger) (1380 C.C. - ?), detto Grassotto

figlio di Odoacre e Rosamunda Tuc, amico di Frodo Baggins, presente alla festa d'addio di Bilbo Baggins, prigioniero alle Cellechiuse durante la dominazione della Contea
- Frodo Baggins (1368 C.C. - ?)

figlio di Drogo e Primula Brandibuck, presente alla festa d'addio di Bilbo Baggins, membro della Compagnia dell'Anello, portatore dell'Anello
- Frodo Gamgee poi Frodo Giardiniere (in originale: Frodo Gardner) (1423 C.C. - ?)

figlio di Samvise Gamgee e Rosa Cotton, padre di Holfast, giardiniere

#### Fredegario Bolgeri
Fredegario Bolgeri, detto Grassotto nella vecchia traduzione e Ciccio Bolger in quella nuova (il nome originale è Fredegar "Fatty" Bolger), è figlio di Odoacre Bolgeri e Rosamunda Tuc, nato nel 1380 del Calendario della Contea (anno 2980 della Terza Era); sua sorella, Estella (1385 C.C. - ?) sposò Meriadoc Brandibuck.
È uno dei migliori amici di Frodo Baggins, e partecipa, con i genitori e la sorella Estella Bolgeri, alla festa di compleanno di Bilbo Baggins.
Grassotto Bolgeri si occupò, con Merry, di sistemare la casa di Crifosso per Frodo, e partecipò alla "congiura" di cui fecero parte anche Pipino e Sam. Accompagnò gli amici fino all'uscita della Terra di Buck, prima della Vecchia Foresta, e l'indomani dovette affrontare tre Cavalieri Neri che invasero la casa di Crifosso: fuggì prima che essi potessero penetrarvi, e giunto alla casa più vicina, suonò il Richiamo del Corno della Terra di Buck: «Sveglia! Paura! Fuoco! Nemici! Sveglia!».
Durante la dominazione della Contea da parte degli Uomini del Sud, egli comandò un gruppo di ribelli rifugiati a Tassitani presso i colli di Scary, che vennero affumicati nei loro nascondigli e presi prigionieri: finì in prigione nelle Cellechiuse, da cui fu liberato («ormai non più Grassotto») quando i suoi amici ritornarono dalla Missione e sollevarono la Contea.
Nelle prime bozze dell'opera, Grassotto Bolgeri aveva un ruolo decisamente maggiore rispetto a quello che poi ricopre nella versione definitiva: avrebbe dovuto, in effetti, partire con gli altri quattro Hobbit. Sopravvive una leggera anomalia nel testo, in quanto gli Hobbit, prima di entrare nella Vecchia Foresta, preparano cinque pony, salvo poi partire con quattro soli.

### G
- Gamgee:

→ Alfredo (1) e (2), Begonia, Bilbo, Cioccadoro, Daisy (1) e (2), Elanor, Halfast, Hamfast (1) e (2), Hamson, Hobson, Merry, May (1) e (2), Pipino, Primarosa, Robin, Rosa, Ruby, Samvise, Tolman
- Gammidge:

→ Hob
- (di) Gamwich:

→ Hamfast, Savino — Il nome "Gamwich", prima nome di città e quindi di provenienza, diventa cognome.
- Gerontius Tuc (in originale: Gerontius Took) (1190 - 1320 C.C.), detto Il Vecchio Tuc

figlio di Fortinbras I, sposo di Adamanta Paffuti, padre di Isengrim III, Hildigardo, Isumbras IV, Hildigrim, Isemboldo, Hidelfonso, Isembardo, Hildebrando, Belladonna, Donnamira, Mirabella e Isengar, conte
- Giardiniere poi Giardinieri del Colle (in originale: Gardner of the Hill):

→ Frodo, Holfast
- Gilly Brunaciocca (in originale: Gilly Brownlock) (? - ?)

sposa di Posco Baggins, madre di Ponto, Porto e Peonia Baggins, presente alla festa d'addio di Bilbo Baggins
- Goldworthy:

→ Anna
- Gollum → Sméagol
- Gorbadoc Brandibuck (in originale: Gorbadoc "Broadbelt" Brandybuck) (1260 - 1363 C.C.), detto Gorbadoc Largacinta

figlio di Marmadoc e Adaldrida Bolgeri, sposo di Mirabella Tuc, padre di Rorimac, Amaranto, Saradas, Dodinas, Asfodelia, Dinodas e Primula
- Gorbulas Brandibuck (in originale: Gorbulas Brandybuck) (1308 C.C. - ?)

figlio di Orgulas, padre di Marmadas
- Gorhendad Vecchiobecco delle Paludi poi Gorhendad Brandibuck (in originale: Gorhendad Oldbuck of the Marish / Brandybuck) (? - ?)

capostipite dei Brandibuck della Terra di Buck, circa nel 740 C.C. inizia la costruzione di Villa Brandy
- Gormadoc Brandibuck (in originale: Gormadoc "Deepdelver" Brandybuck) (1134 - 1236 C.C.), detto Gormadoc Scavafondo

sposo di Malva Testaforte, padre di Madoc, Sadoc e Marroc
- Griffo Boffin (? - ?)

sposo di Daisy Baggins, presente alla festa d'addio di Bilbo Baggins
- Guardasiepe (in originale: Hayward):

→ Hob
- Guld (in originale: Goold):

→ Menegilda
- Gundabaldo Bolgeri (in originale: Gundabald Bolger) (? - ?)

sposo di Salvia Brandibuck

#### Gerontius Tuc
Gerontius Tuc è figlio di Fortinbras I, sposo di Adamanta Paffuti, padre di Isengrim III, Hildigardo, Isumbras IV, Hildigrim, Isemboldo, Hidelfonso, Isembardo, Hildebrando, Belladonna (madre di Bilbo), Donnamira, Mirabella (nonna di Frodo) e Isengar.
È ricordato per essere stato Conte dal 1248 al 1320 e per essere lo hobbit più longevo della storia dopo Bilbo Baggins (da cui il nome di "Vecchio" Tuc), con ben 130 anni di vita.
Alla morte di Gerontius fu fatta una grande festa in sua commemorazione, venne persino Gandalf a rendergli onore con un grande spettacolo di fuochi d'artificio, ricordato in seguito per generazioni.

#### Gorhendad Vecchiobecco
(J.R.R. Tolkien, Il Signore degli Anelli, La Compagnia dell'Anello, capitolo V "Una congiura smascherata")
Gorhendad Vecchiobecco è un Hobbit paloide, probabilmente antenato di Gormadoc Brandibuck. Nasce attorno al 2300 della Terza Era e attorno al 700 del Calendario della Contea in quest'ultima e, in giovane età (si pensa attorno al 740 C.C.), dopo avere attraversato il fiume Brandivino fino alla costa orientale, costruisce Villa Brandy, sede da allora della Famiglia Brandibuck (di cui è considerato fondatore e capostipite). Esso fu inoltre Conte della Contea (circa dal 2340 T.E.) fino a quando non abdicò per partire per Buckburgo (il cui fondatore, secondo alcuni, fu proprio questo personaggio), dove già iniziava a risiedere la sua dinastia. I precedenti detentori del titolo erano dieci Conti della Famiglia Vecchiobecco, mentre i successivi detentori del titolo furono membri della Famiglia Tuc (designati dallo stesso Gorhendad), e in particolare il suo successore fu Isumbras I. Quando tornò nella Terra di Buck (di cui individuò lui stesso i confini, ovvero a ovest il Fiume Bruno e a est la Vecchia Foresta), vi si insediò come governatore, arricchendo la sua famiglia più di quanto già lo fosse. Muore attorno al 2400 della Terza Era e attorno all'800 del Calendario della Contea nella "sua" Buckburgo.
Il nome completo di questo personaggio è Gorhendad Vecchiobecco delle Paludi (Gorhendad Oldbuck of the Marish) abbreviato in Gorhendad Vecchiobecco (Gorhendad Oldbuck). In italiano il suo nome è stato a volte tradotto come Gorthendad. Essendo capostipite della Famiglia Brandibuck (avendo sostituito il cognome Vecchiobecco con Brandibuck, proprio in onore del territorio occupato) e primo abitante della Terra di Buck (Buckland), nonché costruttore di Villa Brandy (Brandy Hall), da cui poi si originò la capitale di questa landa, Buckburgo (Bucklebury), egli fu chiamato anche Gorhendad Brandibuck (Gorhendad Brandybuck).
Anche da considerare è il fatto che Gorhendad è il nome inglese per i termini Ovestron Ogmandab e Ogforgad, che significherebbero, proprio in questa lingua, bisnonno. Quest'ultima parola, in lingua gallese, si dice, non a caso, Gorhendad.
I suoi nomi, perciò, furono:
- Ogmandab Zaragamba in Ovestron;
- Ogforgad Zaragamba in Ovestron;
- Ogmandab Brandagamba in Ovestron;
- Ogforgad Brandagamba in Ovestron;
- Gorhendad Vecchiobecco delle Paludi in italiano;
- Gorthendad Vecchiobecco delle Paludi in italiano;
- Gorhendad Oldbuck of the Marish in inglese;
- Gorhendad Brandybuck in inglese.

### H
- Halfast Gamgee (1372 C.C. - ?)

figlio di Alfredo (1)
- Hamfast di Gamwich (1160 C.C. - ?)

padre di Savino Gamwich
- Hamfast Gamgee (1326 - 1428 C.C.), detto Ham o Il Gaffiere

figlio di Hobson, sposo di Bell Buonabimba, padre di Hamson, Alfredo, Daisy, May, Samvise e Begonia, si trasferisce a Hobbiville con Forino Manoverde e diventa giardiniere
- Hamfast Gamgee (1432 C.C. - ?)

figlio di Samvise e Rosa Cotton
- Hamson Gamgee (1365 C.C. - ?)

figlio di Hamfast e Bell Buonabimba, si trasferisce a Piandifune dallo zio Andvise Cordaio
- Harding del Colle (in originale: Harding of the Hill) (1501 C.C. - ?)

figlio di Holfast Giardiniere
- Hending Manoverde (in originale: Hending Greenhand) (1259 C.C. - ?)

figlio di Forino
- Hidelfonso Tuc (in originale: Hildifons Took)(1244 C.C. - ?)

figlio di Gerontius e Adamanta Paffuti, partì per un viaggio e non tornò mai più
- Hilda Serracinta (in originale: Hilda Bricegardle) (? - ?)

sposa di Seredic Brandibuck, madre di Doderic, Ilberic e Celandine Brandibuck, presente alla festa d'addio di Bilbo Baggins
- Hildebrando Tuc (in originale: Hildibrand Took) (1249 - 1334 C.C.)

figlio di Gerontius e Adamanta Paffuti, padre di Sigismondo
- Hildigardo Tuc (in originale: Hildigard Took) (? - ?)

figlio di Gerontius e Adamanta Paffuti, morto giovane
- Hildigrim Tuc (in originale: Hildigrim Took) (1240 - 1341 C.C.)

figlio di Gerontius e Adamanta Paffuti, sposo di Rosa Baggins, padre di Adalgrim
- Hob Gammidge (1246 C.C. - ?), detto Hob il Cordaio o il Vecchio Gammidgy

figlio di Savino Gamwich, sposo di Rowan Manoverde, padre di Hobson Gamgee, cordaio
- Hob Guardasiepe (in originale: Hob Hayward) (? - ?)

Hobbit della Terra di Buck, guardacontea sotto la dominazione della Contea
- Hobson Gamgee (1285 - 1384 C.C.), detto Cordaio Gamgee

figlio di Hob Gammidge e Rowan Manoverde, padre di Andvise, Hamfast, May e Alfredo, cordaio
- Holfast Giardiniere (in originale: Holfast Gardner) (1462 C.C. - ?)

figlio di Frodo, padre di Harding del Colle

#### Ham Gamgee
Hamfast Gamgee (1326 - 1428 C.C.), detto Ham, è figlio del cordaio Hobson Gamgee, è il padre di Samvise Gamgee. Di professione era giardiniere. Era noto anche con il soprannome di Gaffiere (nell'originale inglese è Gaffer, termine in principio utilizzato come forma familiare di "nonno", appellativo di solito usato per rivolgersi ad una persona più anziana in una piccola comunità; Il Veglio nella nuova traduzione italiana).
Abitava ad Hobbiville vicino a Casa Baggins, di cui era dipendente. Famoso per il suo carattere gioviale, passava gran parte del suo tempo alla locanda del Drago Verde. Fu il primo della sua famiglia a stabilirsi ad Hobbiville con suo cugino Forino.

### I
- Ilberic Brandibuck (in originale: Ilberic Brandybuck) (1391 C.C. - ?)

figlio di Seredic e Hilda Serracinta, presente alla festa d'addio di Bilbo Baggins
- Isembardo Tuc (in originale: Isembard Took) (1247 - 1346 C.C.)

figlio di Gerontius e Adamanta Paffuti, padre di Flambardo
- Isemboldo Tuc (in originale: Isembold Took) (1242 - 1346 C.C.)

figlio di Gerontius e Adamanta Paffuti
- Isengar Tuc (in originale: Isengar Took) (1262 - 1360 C.C.)

figlio di Gerontius e Adamanta Paffuti, si dice che sia "andato in mare" in gioventù
- Isengrim Tuc (in originale: Isengrim Took) (1020 - 1122 C.C.), detto Isengrim II

padre di Isumbras III, Conte (il decimo della linea dei Tuc)
- Isengrim Tuc (in originale: Isengrim Took) (1232 - 1330 C.C.), detto Isenrgim III

figlio di Gerontius e Adamanta Paffuti, Conte
- Issasabbia (in originale: Sandheaver):

famiglia Hobbit di Brea e della Contea
- Isumbras Tuc (in originale: Isumbras Took) (1066 - 1159 C.C.), detto Isumbras III

figlio di Isengrim II, padre di Ferumbras II e Brandobras, Conte
- Isumbras Tuc (in originale: Isumbras Took) (1238 - 1339 C.C.), detto Isumbras IV

figlio di Gerontius e Adamanta Paffuti, padre di Fortinbras II, Conte

### L
- Largo Baggins (1220 - 1312 C.C.)

figlio di Balbo e Berylla Boffin, sposo di Tanta Soffiatromba, padre di Fosco
- Laura Scavari (in originale: Laura Grubb) (? - ?)

sposa di Mungo Baggins, madre di Bungo, Belba, Longo, Linda e Bingo Baggins
- Lily Baggins (1222 - 1312 C.C.)

figlia di Balbo e Berylla Boffin, sposa di Togo Boncorpi
- Lily Brown (? - ?)

sposa di Tolman Cotton (1), madre di Tolman (2), Rosa, Wilcome (2), Arciere e Carlo Cotton
- Linda Baggins (1262 - 1363 C.C.)

figlia di Mungo e Laura Scavari, sposa di Bodo Tronfipiede, madre di Odo Tronfipiede
- Lobelia Serracinta (in originale: Lobelia Bracegirdle) (? - ?)

sposa di Otto Sackville-Baggins, madre di Lotho Sackville-Baggins, presente alla festa d'addio di Bilbo Baggins, rinchiusa alle Cellechiuse durante la dominazione della Contea quando il figlio viene sopraffatto da Saruman
- Longo Baggins (1260 - 1350 C.C.)

figlio di Mungo e Laura Scavari, sposo di Camelia Sackville, padre di Otto Sackville-Baggins
- Lotho Sackville-Baggins (1364 - 1419 C.C.), detto il Capo durante la dominazione della Contea, o anche Pustola

figlio di Otto e Lobelia Serracinta, presente alla festa d'addio di Bilbo Baggins, inizialmente responsabile della dominazione della Contea da parte degli uomini de Saruman, ucciso da Gríma Vermilinguo
- Lunghibuchi (in originale: Longholes):

famiglia hobbit di Brea e della Contea

#### Lotho Sackville-Baggins
Lotho Sackville-Baggins, soprannominato il Capo, è figlio di Otto Sackville-Baggins e di Lobelia Serracinta, i cugini di Bilbo Baggins che desiderano ad ogni costo la sua eredità.
Lotho nel corso della guerra dell'Anello si allea con Saruman, vendendogli grossi quantitativi di erba pipa in cambio di denaro, che utilizza per comprare vasti terreni nella Contea, soprattutto nel Decumano Sud, assicurandosene il controllo grazie ad alcuni mezzi-orchi fuggiaschi da Isengard. Dopo aver fatto rinchiudere il sindaco Will Piedebianco nelle Cellechiuse, comincia a industrializzare la Contea, costruendo fabbriche e abbattendo alberi. Il suo titolo è inizialmente "Capo Guardacontea", diventato in seguito semplicemente "Il Capo". Dopo il ritorno di Sharkey (pseudonimo di Saruman) diventa un fantoccio nelle sue mani. Viene ucciso e forse mangiato da Grima Vermilinguo, molto probabilmente su ordine di Saruman.
I genitori di Lotho compaiono brevemente in una scena estesa del film di Peter Jackson, La Compagnia dell'Anello, in cui cercano Bilbo e Frodo durante il loro compleanno. Bilbo e Frodo si nascondono e Otho e Lobelia interrompono la ricerca dei due parenti. Contrariamente al libro, nel film Frodo non lascia la propria casa a Lotho.
Diversamente da quanto narrato nel libro, Lotho non si allea con Saruman, in quanto lo stregone muore ad Orthanc, ucciso da Grima Vermilinguo mentre sta trattando con Gandalf e Théoden. L'eliminazione di Saruman ha comportato l'eliminazione dal film delle vicende narrate nei capitoli 7 e 8 de Il Signore degli Anelli - Il ritorno del re, eliminando così dalla trama la conquista della Contea da parte dello Stregone Bianco e inoltre le scene in cui Lotho aveva una certa rilevanza.

### M
- Madoc Brandibuck (in originale: Madoc "Proudneck" Brandybuck) (1175 - 1277 C.C.), detto Madoc Fierocollo

figlio di Gormadoc e Malva Testaforte, sposo di Anna Goldworthy, padre di Marmadoc
- Maggot:

famiglia di agricoltori residenti al confine della Terra di Buck presso il fiume Brandivino: marito, detto Il Vecchio Maggot, moglie, quattro (?) figli e tre figlie
- Malva Testaforte (in originale: Malva Headstrong) (? - ?)

sposa di Gormadoc Brandibuck, madre di Madoc, Sadoc e Marroc Brandibuck
- Manoverde (in originale: Greenhand):

→ Alfredo, Erling, Forino, Hending, Rosa, Rowan — Il soprannome "dalla mano verde" di Forino passa ai figli come cognome.
- Marcho (? - ?)

primo hobbit, insieme con il fratello Blanco, ad aver attraversato il fiume Brandivino venendo da Brea per colonizzare la Contea, nell'anno 1 C.C.
- Marmadas Brandibuck (in originale: Marmadas Brandybuck) (1343 C.C. - ?)

figlio di Gorbulas, padre di Merimas, Menta e Melitot, presente alla festa d'addio di Bilbo Baggins
- Marmadoc Brandibuck (in originale: Marmadoc "Masterful" Brandybuck) (1217 - 1310 C.C.), detto Marmadoc l'Imperioso

figlio di Madoc e Anna Goldworthy, sposo di Adaldrida Bolgeri, padre di Gorbadoc, Orgulas e altre due figlie
- Marroc Brandibuck (in originale: Marroc Brandybuck) (? - ?)

figlio di Gormadoc e Malva Testaforte
- May Gamgee (1328 C.C. - ?)

figlia di Hobson
- May Gamgee (1376 C.C. - ?)

figlia di Hamfast e Bell Buonabimba
- Melitot Brandibuck (in originale: Melitot Brandybuck) (1385 C.C. - ?)

figlia di Marmadas, presente alla festa d'addio di Bilbo Baggins
- Menegilda Guld (in originale: Menegilda Goold) (? - ?)

sposa di Rorimac Brandibuck, madre di Saradoc e Merimac Brandibuck
- Menta Brandibuck (in originale: Mentha Brandybuck) (1383 C.C. - ?)

figlia di Marmadas, presente alla festa d'addio di Bilbo Baggins
- Meriadoc Brandibuck (in originale: Meriadoc "the Magnificient" Brandybuck) (1382 C.C. - ?), detto Meriadoc il Magnifico o Merry

figlio di Saradoc e Esmeralda Tuc, sposo di Estella Bolgeri, presente alla festa d'addio di Bilbo Baggins
- Merimac Brandibuck (in originale: Merimac Brandibuck) (1342 - 1430 C.C.)

figlio di Rorimac e Menegilda Guld, padre di Berilac, presente alla festa d'addio di Bilbo Baggins
- Merimas Brandibuck (in originale: Merimas Brandybuck) (1381 C.C. - ?)

figlio di Marmadas, presente alla festa d'addio di Bilbo Baggins
- Merry Gamgee (1427 C.C. - ?)

figlio di Samvise e Rosa Cotton
- Milo Rintanati (in originale: Milo Burrows) (1347 C.C. - ?)

figlio di Rufo e Asfodelia Brandibuck, sposo di Peonia Baggins, padre di Mosco, Moro, Mirtillo e Minto, presente alla festa d'addio di Bilbo Baggins
- Mimosa Bunce (? - ?)

sposa di Ponto Bolgeri, madre di Rosa e Polo Bolgeri
- Minto Rintanati (in originale: Minto Burrows) (1396 C.C. - ?)

figlio di Milo e Peonia Baggins, presente alla festa d'addio di Bilbo Baggins
- Mirabella Tuc (in originale: Mirabella Took) (1260 - 1360 C.C.)

figlia di Gerontius e Adamanta Paffuti, sposa di Gorbadoc Brandibuck, madre di Rorimac, Amaranto, Saradas, Dodinas, Asfodelia, Dinodas e Primula Brandibuck
- Mirtillo Rintanati (in originale: Myrtle Burrows) (1393 C.C. - ?)

figlio di Milo e Peonia Baggins, presente alla festa d'addio di Bilbo Baggins
- Moro Rintanati (in originale: Moro Burrows) (1391 C.C. - ?)

figlio di Milo e Peonia Baggins, presente alla festa d'addio di Bilbo Baggins
- Mosco Rintanati (in originale: Mosco Burrows) (1387 C.C. - ?)

figlio di Milo e Peonia Baggins, presente alla festa d'addio di Bilbo Baggins
- Mungo Baggins (1207 - 1300 C.C.)

figlio di Balbo e Berylla Boffin, sposo di Laura Scavari, padre di Bungo, Belba, Longo, Linda e Bingo

### N
- Naquercio (in originale: Noakes) (? - ?)

Hobbit di Lungacque
- Nob (? - ?)

Hobbit di Brea, garzone alla locanda del Puledro Impennato
- Nonno Duepiedi (in originale: Daddy Twofoot) (? - ?)

abitante di Hobbiville, vicino di casa di Hamfast Gamgee

### O

Odo Tronfipiede con sua moglie nell'adattamento cinematografico di Peter Jackson.

- Odo Tronfipiede (in originale: Odo Proudfoot) (1304 - 1405 C.C.)

figlio di Bodo e Linda Baggins, padre di Olo, presente alla festa d'addio di Bilbo Baggins
- Odoacre Bolgeri (in originale: Odovacar Bolger) (? - ?)

sposo di Rosamunda Tuc, padre di Fredegario e Estella, presente alla festa d'addio di Bilbo Baggins
- Olo Tronfipiede (in originale: Olo Proudfoot) (1346 - 1435 C.C.)

figlio di Odo, padre di Sancio, presente alla festa d'addio di Bilbo Baggins
- Orgulas Brandibuck (in originale: Orgulas Brandybuck) (1268 C.C. - ?)

figlio di Marmadoc e Adaldrida Bolgeri, padre di Gorbulas
- Otto Sackville-Baggins (1310 - 1412 C.C.)

figlio di Longo Baggins e Camelia Sackville, sposo di Lobelia Serracinta, padre di Lotho, presente alla festa d'addio di Bilbo Baggins

### P
- Paffuti (in originale: Chubb):

→ Adamanta, Cica
- Paffuti-Baggins (in originale: Chubb-Baggins):

→ Falco, Poppy
- Paladino Tuc (in originale: Paladin Took) (1333 - 1434 C.C.), detto Paladino II

figlio di Adalgrim, sposo di Eglantina Banks, padre di Perla, Pimpernel, Pervinca e Peregrino, conte, presente alla festa d'addio di Bilbo Baggins
- Peonia Baggins (in originale: Peony Baggins) (1350 C.C. - ?)

figlia di Posco e Gilly Brunaciocca, sposa di Milo Rintanati, madre di Mosco, Moro, Mirtillo e Minto Rintanati, presente alla festa d'addio di Bilbo Baggins
- Peregrino Tuc (in originale: Peregrin "Pippin" Took) (1390 C.C. - ?), detto Pipino e Peregrino I

figlio di Paladino e Eglantina Banks, sposo di Diamante di Lungo Squarcio, padre di Faramir I, presente alla festa d'addio di Bilbo Baggins, membro della Compagnia dell'Anello, conte
- Perla Tuc (in originale: Pearl Took) (1375 C.C. - ?)

figlia di Paladino e Eglantina Banks, presente alla festa d'addio di Bilbo Baggins
- Pervinca Tuc (in originale: Pervinca Took)(1385 C.C. - ?)

figlia di Paladino e Eglantina Banks, presente alla festa d'addio di Bilbo Baggins
- Piedebianco (in originale: Whitfoot):

→ Will
- Piedimelma (in originale: ):

famiglia hobbit della Terra di Buck presso il fiume Brandivino, residenti a Scorta
- Pimpernel Tuc (in originale: Pimpernel Took) (1379 C.C. - ?)

figlia di Paladino e Eglantina Banks, presente alla festa d'addio di Bilbo Baggins
- Pipino Gamgee (in originale: Pippin Gamgee) (1429 C.C. - ?)

figlio di Samvise e Rosa Cotton
- Polo Baggins (? - ?)

figlio di Ponto e Mimosa Bunce, padre di Posco e Prisca
- Ponto Baggins (1216 - 1311 C.C.)

figlio di Balbo e Berylla Boffin, sposo di Mimosa Bunce, padre di Rosa e Polo
- Ponto Baggins (1346 C.C. - ?)

figlio di Posco e Gilly Brunaciocca, padre di Angelica, presente alla festa d'addio di Bilbo Baggins
- Poppy Paffuti-Baggins (in originale: Poppy Chubb-Baggins) (1344 C.C. - ?)

figlia di Falco, sposa di Filiberto Bolgeri, presente alla festa d'addio di Bilbo Baggins
- Porto Baggins (1348 C.C. - ?)

figlio di Posco e Gilly Brunaciocca, presente alla festa d'addio di Bilbo Baggins
- Posco Baggins (1302 C.C. - ?)

figlio di Polo, sposo di Gilly Brunaciocca, padre di Ponto, Porto e Peonia
- Primarosa Gamgee (in originale: Primrose Gamgee) (1435 C.C. - ?)

figlia di Samvise e Rosa Cotton
- Primula Brandibuck (in originale: Primula Brandybuck) (1320 - 1380 C.C.)

figlia di Gorbadoc e Mirabella Tuc, sposa di Drogo Baggins, madre di Frodo Baggins, morta annegata durante una gita sul fiume Brandivino con il marito
- Prisca Baggins (1306 C.C. - ?)

figlia di Polo, sposa di Willibaldo Bolgeri

#### Primula Brandibuck
Primula è la madre di Frodo Baggins. È nata nel 2920, l'ultima dei figli di Gorbadoc Brandibuck e Mirabella Tuc, sorella di Belladonna Tuc (la madre di Bilbo Baggins). Ha sei fratelli maggiori: Rorimac, Amaranto, Saradas, Dodinas, Asfodelia e Dinodas.
Passò la sua infanzia a Villa Brandy, nella Terra di Buck. Sposatasi con Drogo Baggins, ebbe nel 2968 un figlio, Frodo e spesso erano ospitati a Villa Brandy dal padre. Morì annegata assieme al marito nel 2980, durante una gita in barca sul fiume Brandivino finita in tragedia.

### R
- Reginardo Tuc (in originale: Reginard Took) (1369 C.C. - ?)

figlio di Adelardo, presente alla festa d'addio di Bilbo Baggins
- Rintanati (in originale: Burrows):

→ Milo, Minto, Mirtillo, Moro, Mosco, Rufo
- Robin Gamgee (1440 C.C. - ?)

figlio di Samvise e Rosa Cotton
- Robin Tanabuca (in originale: Robin Smallburrow) (? - ?)

Hobbit di Hobbiville, guardacontea durante la dominazione della Contea
- Rorimac Brandibuck (in originale: Rorimac "Goldfather" Brandybuck) (1302 - 1408 C.C.), detto Rorimac Babbodoro o Il Vecchio Rory

figlio di Gorbadoc e Mirabella Tuc, sposo di Menegilda Guld, padre di Saradoc e Merimac, presente alla festa d'addio di Bilbo Baggins
- Rosa Baggins (1256 C.C. - ?)

figlia di Ponto e Mimosa Bunce, sposa di Hildigrim Tuc, madre di Adalgrim Tuc
- Rosa Cotton (in originale: Rose Cotton) (1384 C.C. - ?), detta Rosie

figlia di Tolman (1) e Lily Brown, sposa di Samvise Gamgee, madre di Elanor, Frodo, Rosa, Merry, Pipino, Cioccadoro, Hamfast, Daisy, Primarosa, Bilbo, Ruby, Robin e Tolman Gamgee
- Rosa Gamgee (in originale: Rose Gamgee) (1425 C.C. - ?)

figlia di Samvise e Rosa Cotton
- Rosa Manoverde (in originale: Rose Greenhand) (1262 C.C. - ?)

figlia di Forino, sposa di Cotman, madre di Forino Cotton
- Rosamunda Tuc (in originale: Rosamunda Took) (1338 C.C. - ?)

figlia di Sigismondo, sposa di Odoacre Bolgeri, madre di Fredegario e Estella Bolgeri, presente alla festa d'addio di Bilbo Baggins
- Rowan Manoverde (in originale: Rowan Greenhand) (1249 C.C. - ?)

figlia di Forino dalla mano verde, sposa di Hob Gammidge, madre di Hobson Gamgee
- Ruby Bolgeri (in originale: Ruby Bolger) (? - ?)

sposa di Fosco Baggins, madre di Dora, Drogo e Dudo Baggins
- Ruby Gamgee (1438 C.C. - ?)

figlia di Samvise e Rosa Cotton
- Rudigario Bolgeri (in originale: Rudigar Bolger) (? - ?)

sposo di Belba Baggins
- Rufo Rintanati (in originale: Rufus Burrows) (? - ?)

sposo di Asfodelia Brandibuck, padre di Milo, presente alla festa d'addio di Bilbo Baggins
- signora Rumble (? - ?)

Hobbit di Hobbiville al servizio di Hamfast Gamgee

### S
- Sabbioso (in originale: Sandyman):

→ Ted
- Sackville:

→ Camelia
- Sackville-Baggins:

→ Lotho, Otto
- Sadoc Brandibuck (in originale: Sadoc Brandybuck) (1179 C.C. - ?)

figlio di Gormadoc e Malva Testaforte, padre di Salvia e altri due figli
- Salvia Brandibuck (in originale: Salvia Brandybuck) (1226 C.C. - ?)

figlia di Sadoc, sposa di Gundabaldo Bolgeri
- Samvise Gamgee (in originale: Samwise Gamgee) (1380 C.C. - ?), detto Sam

figlio di Hamfast e Bell Buonabimba, sposo di Rosa Cotton, padre di Elanor, Frodo, Rosa, Merry, Pipino, Cioccadoro, Hamfast, Daisy, Primarosa, Bilbo, Ruby, Robin e Tolman, giardiniere, membro della Compagnia dell'Anello, portatore dell'Anello
- Sancio Tronfipiede (in originale: Sancho Proudfoot) (1390 C.C. - ?)

figlio di Olo, presente alla festa d'addio di Bilbo Baggins
- Saradas Brandibuck (in originale: Saradas Brandybuck) (1308 - 1407 C.C.)

figlio di Gorbadoc e Mirabella Tuc, padre di Seredic, presente alla festa d'addio di Bilbo Baggins
- Saradoc Brandibuck (in originale: Saradoc "Scattergold" Brandybuck) (1340 - 1432 C.C.), detto Saradoc Fiumedoro

figlio di Rorimac e Menegilda Guld, sposo di Esmeralda Tuc, padre di Meriadoc, presente alla festa d'addio di Bilbo Baggins
- Savino Gamwich (in originale: Wiseman Gamwich) (1200 C.C. - ?)

figlio di Hamfast di Gamwich, padre di Hob Gammidge, si trasferisce a Piandifune
- Scavari (in originale: Grubb):

→ Laura
- Seredic Brandibuck (in originale: Seredic Brandybuck) (1348 C.C. - ?)

figlio di Saradas, sposo di Hilda Serracinta, padre di Doderic, Ilberic e Celandine, presente alla festa d'addio di Bilbo Baggins
- Serracinta (in originale: Bracegirdle):

→ Hilda, Lobelia, Ugo
- Sigismondo Tuc (in originale: Sigismond Took) (1290 - 1391 C.C.)

figlio di Hildebrando, padre di Rosamunda e Ferdinando
- Sméagol poi Gollum (ca. 830 - 1419 C.C.)

Hobbit di Campo Gaggiolo vicino al fiume Anduin, amico poi assassino di Déagol, portatore dell'Anello, morto nella voragine del Monte Fato insieme all'Unico Anello
- Sottocolle (in originale: Underhill):

famiglia Hobbit di Brea e della Contea, residente a Staddle
cognome usato da Frodo Baggins durante il viaggio verso Gran Burrone

#### Soffiatromba
I Soffiatromba sono un'antica famiglia hobbit residente nella Contea.
Soffiatromba deriva dall'inglese "hornblower", composto da "horn" che significa corno, tromba e da "blower" che deriva dal verbo "to blow" (soffiare, suonare) e significa soffiatore, suonatore.
In una prima versione del capitolo "In tre si è in compagnia" si afferma che i Soffiatromba vivono nel Decumano Sud; ad affermare questa tesi c'è Robert Foster che in The Complete Guide to Middle-earth sostiene che questa famiglia viva nello stesso Decumano. Queste due affermazioni sembrano derivare dal Prologo del Signore degli Anelli nella quale Tobaldo Soffiatromba viveva appunto nel Decumano Sud.

##### Personaggi
- Tobaldo Soffiatromba (o Vecchio Tobia), fu lo scopritore dell'erba pipa, iniziò a coltivarla nei suoi giardini di Pianilungone intorno all'anno 1070 del Calendario della Contea.
- Tanta Soffiatromba, moglie di Largo Baggins (1220-1312 del Calendario della Contea).
- Ametista Soffiatromba, moglie di Rudiberto Bulgeri.
- Adamo Soffiatromba, in una prima versione del capitolo "L'ombra del Passato" era un fabbro e ferraio.
- Colombo Soffiatromba, in una prima versione del capitolo "Una festa a lungo attesa" ricevette da Bilbo un barometro, inoltre aveva paura di bagnarsi e indossava sempre una sciarpa e un impermeabile.

### T
- Tanabuca (in originale: ):

→ Robin
- Tanta Soffiatromba (in originale: Tanta Hornblower) (? - ?)

sposa di Largo Baggins, madre di Fosco Baggins
- Tassi (in originale: Brockhouse):

famiglia hobbit di Brea e della Contea
- Ted Sabbioso (in originale: Ted Sandyman) (? - ?)

Mugnaio di Hobbiville, rivale di Sam Gamgee con il quale discute spesso al "Drago Verde"
- Testaforte (in originale: Headstrong):

→ Malva
- Tobaldo Soffiatromba (in originale: Tobald Hornblower) (? - ?)

Hobbit di Pianilungone nel Decumano Sud, agricoltore, piantò per primo l'erba pipa nel 1070 C.C.
- Togo Boncorpi (in originale: Togo Goodbody) (? - ?)

sposo di Lily Baggins
- Tolman Cotton (1341 - 1440 C.C.), detto Tom

figlio di Forino, sposo di Lily Brown, padre di Tolman (2), Rosa, Wilcome (2), Arciere e Carlo
- Tolman Cotton (1380 C.C. - ?), detto Tom

figlio di Tolman (1) e Lily Brown, sposo di Begonia Gamgee
- Tolman Gamgee (1442 C.C. - ?), detto Tom

figlio di Samvise e Rosa Cotton
- Tronfipiede (in originale: Proudfoot):

→ Bodo, Odo, Olo, Sancio
- Tuc (in originale: Took):

→ Adalgrim, Adelardo, Belladonna, Brandobras, Donnamira, Esmeralda, Everardo, Faramir I, Ferdibrando, Ferdinando, Ferumbras II e III, Flambardo, Fortinbras I e II, Gerontius, Hildebrando, Hildefonso, Hildigardo, Hildigrim, Isembardo, Isemboldo, Isengar, Isengrim II e III, Isumbras III e IV, Mirabella, Paladino II, Peregrino I, Perla, Pervinca, Pimpernel, Reginardo, Rosamunda, Sigismondo
tre figlie di Aldalgrim Tuc e tre figlie di Adelardo Tuc, presenti alla festa d'addio di Bilbo Baggins
- Tunnel:

famiglia hobbit di Brea e della Contea

#### Tuc
I Tuc sono un'antica famiglia hobbit residente nella Contea. Il primo Tuc che si ricordi fu Isumbras Tuc, che divenne il 13º Conte della Contea dopo che Gorhendad Oldbuck si trasferì nella Terra di Buck, divenendone il Signore.
La carica di Conte divenne ereditaria per la famiglia Tuc, e alla fine della Terza Era il suo discendente Peregrino Tuc fu il 32º Conte della Contea, e il 19° appartenente alla famiglia Tuc a ricoprire questa carica.
I Tuc vivono nei Grandi Smial di Tucboro, nella Tuclandia nel Decumano ovest della Contea. Un piccolo clan di Tuc settentrionali vive anche nel Decumano nord ed erano discendenti dell'eroe Brandobras Tuc.
I Tuc appartengono all'etnia dei paloidi e sono più avventurosi rispetto agli altri Hobbit, cosa che gli fece guadagnare una cattiva reputazione, anche perché spesso i Tuc sparivano senza lasciare traccia durante le loro avventure; tuttavia erano anche una delle famiglie più ricche. Nel capitolo introduttivo de Lo Hobbit, Tolkien ipotizzò che un loro lontano antenato si fosse sposato con una fata, da cui sarebbero derivati i loro strani comportamenti, in ogni caso questa era solo una leggenda.
Il nome italiano Tuc è un calco fonetico di quello inglese Took, che è a sua volta un'anglicizzazione (perché simile al passato di take, prendere) di un termine Ovestron, Tūc oTûk, che derivava da un altro Ovestron tūca. Esso significava audace, ardito, coraggioso.
Con l'asterisco, *, sono indicati i Tuc che ricoprirono la carica di Conte.
|  |  |  |  |  |  |                            |                            |                            |                            |                            |                            |                                       |                                       |                                       |                                       |                                       |                                       | Isengrim II* (1020-1122)   |                            |                        |                        |                        |                        |                                      |                                      |                                      |                                      |                                      |                                      |                          |                          |              |              |              |              |           |           |                     |                     |                     |                     |                     |                     |                    |                    |                    |                    |               |               |               |               |  |  |                       |                       |                       |                       |                       |                       |  |  |                     |                     |                     |                     |                     |                     |               |               |                   |                   |                   |                   |                   |                   |  |  |  |  |  |  |
|  |  |  |  |  |  |                            |                            |                            |                            |                            |                            |                                       |                                       |                                       |                                       |                                       |                                       |                            |                            |                        |                        |                        |                        |                                      |                                      |                                      |                                      |                                      |                                      |                          |                          |              |              |              |              |           |           |                     |                     |                     |                     |                     |                     |                    |                    |                    |                    |               |               |               |               |  |  |                       |                       |                       |                       |                       |                       |  |  |                     |                     |                     |                     |                     |                     |               |               |                   |                   |                   |                   |                   |                   |  |  |  |  |  |  |
|  |  |  |  |  |  |                            |                            |                            |                            |                            |                            |                                       |                                       |                                       |                                       |                                       |                                       | Isumbras III* (1066-1159)  |                            |                        |                        |                        |                        |                                      |                                      |                                      |                                      |                                      |                                      |                          |                          |              |              |              |              |           |           |                     |                     |                     |                     |                     |                     |                    |                    |                    |                    |               |               |               |               |  |  |                       |                       |                       |                       |                       |                       |  |  |                     |                     |                     |                     |                     |                     |               |               |                   |                   |                   |                   |                   |                   |  |  |  |  |  |  |
|  |  |  |  |  |  |                            |                            |                            |                            |                            |                            |                                       |                                       |                                       |                                       |                                       |                                       |                            |                            |                        |                        |                        |                        |                                      |                                      |                                      |                                      |                                      |                                      |                          |                          |              |              |              |              |           |           |                     |                     |                     |                     |                     |                     |                    |                    |                    |                    |               |               |               |               |  |  |                       |                       |                       |                       |                       |                       |  |  |                     |                     |                     |                     |                     |                     |               |               |                   |                   |                   |                   |                   |                   |  |  |  |  |  |  |
|  |  |  |  |  |  |                            |                            |                            |                            |                            |                            |                                       |                                       |                                       |                                       |                                       |                                       |                            |                            |                        |                        |                        |                        |                                      |                                      |                                      |                                      |                                      |                                      |                          |                          |              |              |              |              |           |           |                     |                     |                     |                     |                     |                     |                    |                    |                    |                    |               |               |               |               |  |  |                       |                       |                       |                       |                       |                       |  |  |                     |                     |                     |                     |                     |                     |               |               |                   |                   |                   |                   |                   |                   |  |  |  |  |  |  |
|  |  |  |  |  |  |                            |                            |                            |                            |                            |                            | Ferumras II* (1101-1201)              | Ferumras II* (1101-1201)              | Ferumras II* (1101-1201)              | Ferumras II* (1101-1201)              | Ferumras II* (1101-1201)              | Ferumras II* (1101-1201)              |                            |                            |                        |                        |                        |                        | Brandobras (Ruggibrante) (1104-1206) | Brandobras (Ruggibrante) (1104-1206) | Brandobras (Ruggibrante) (1104-1206) | Brandobras (Ruggibrante) (1104-1206) | Brandobras (Ruggibrante) (1104-1206) | Brandobras (Ruggibrante) (1104-1206) |                          |                          |              |              |              |              |           |           |                     |                     |                     |                     |                     |                     |                    |                    |                    |                    |               |               |               |               |  |  |                       |                       |                       |                       |                       |                       |  |  |                     |                     |                     |                     |                     |                     |               |               |                   |                   |                   |                   |                   |                   |  |  |  |  |  |  |
|  |  |  |  |  |  |                            |                            |                            |                            |                            |                            | Ferumras II* (1101-1201)              | Ferumras II* (1101-1201)              | Ferumras II* (1101-1201)              | Ferumras II* (1101-1201)              | Ferumras II* (1101-1201)              | Ferumras II* (1101-1201)              |                            |                            |                        |                        |                        |                        | Brandobras (Ruggibrante) (1104-1206) | Brandobras (Ruggibrante) (1104-1206) | Brandobras (Ruggibrante) (1104-1206) | Brandobras (Ruggibrante) (1104-1206) | Brandobras (Ruggibrante) (1104-1206) | Brandobras (Ruggibrante) (1104-1206) |                          |                          |              |              |              |              |           |           |                     |                     |                     |                     |                     |                     |                    |                    |                    |                    |               |               |               |               |  |  |                       |                       |                       |                       |                       |                       |  |  |                     |                     |                     |                     |                     |                     |               |               |                   |                   |                   |                   |                   |                   |  |  |  |  |  |  |
|  |  |  |  |  |  |                            |                            |                            |                            |                            |                            | Fortinbras I* 1145-1320               |                                       |                                       |                                       |                                       |                                       |                            |                            |                        |                        |                        |                        |                                      |                                      |                                      |                                      |                                      |                                      |                          |                          |              |              |              |              |           |           |                     |                     |                     |                     |                     |                     |                    |                    |                    |                    |               |               |               |               |  |  |                       |                       |                       |                       |                       |                       |  |  |                     |                     |                     |                     |                     |                     |               |               |                   |                   |                   |                   |                   |                   |  |  |  |  |  |  |
|  |  |  |  |  |  |                            |                            |                            |                            |                            |                            |                                       |                                       |                                       |                                       |                                       |                                       |                            |                            |                        |                        |                        |                        |                                      |                                      |                                      |                                      |                                      |                                      |                          |                          |              |              |              |              |           |           |                     |                     |                     |                     |                     |                     |                    |                    |                    |                    |               |               |               |               |  |  |                       |                       |                       |                       |                       |                       |  |  |                     |                     |                     |                     |                     |                     |               |               |                   |                   |                   |                   |                   |                   |  |  |  |  |  |  |
|  |  |  |  |  |  |                            |                            |                            |                            |                            |                            | Gerontius* (Il Vecchio Tuc) 1190-1320 | Gerontius* (Il Vecchio Tuc) 1190-1320 | Gerontius* (Il Vecchio Tuc) 1190-1320 | Gerontius* (Il Vecchio Tuc) 1190-1320 | Gerontius* (Il Vecchio Tuc) 1190-1320 | Gerontius* (Il Vecchio Tuc) 1190-1320 |                            |                            | Adamanta Paffuti       | Adamanta Paffuti       | Adamanta Paffuti       | Adamanta Paffuti       | Adamanta Paffuti                     | Adamanta Paffuti                     |                                      |                                      |                                      |                                      |                          |                          |              |              |              |              |           |           |                     |                     |                     |                     |                     |                     |                    |                    |                    |                    |               |               |               |               |  |  |                       |                       |                       |                       |                       |                       |  |  |                     |                     |                     |                     |                     |                     |               |               |                   |                   |                   |                   |                   |                   |  |  |  |  |  |  |
|  |  |  |  |  |  |                            |                            |                            |                            |                            |                            | Gerontius* (Il Vecchio Tuc) 1190-1320 | Gerontius* (Il Vecchio Tuc) 1190-1320 | Gerontius* (Il Vecchio Tuc) 1190-1320 | Gerontius* (Il Vecchio Tuc) 1190-1320 | Gerontius* (Il Vecchio Tuc) 1190-1320 | Gerontius* (Il Vecchio Tuc) 1190-1320 |                            |                            | Adamanta Paffuti       | Adamanta Paffuti       | Adamanta Paffuti       | Adamanta Paffuti       | Adamanta Paffuti                     | Adamanta Paffuti                     |                                      |                                      |                                      |                                      |                          |                          |              |              |              |              |           |           |                     |                     |                     |                     |                     |                     |                    |                    |                    |                    |               |               |               |               |  |  |                       |                       |                       |                       |                       |                       |  |  |                     |                     |                     |                     |                     |                     |               |               |                   |                   |                   |                   |                   |                   |  |  |  |  |  |  |
|  |  |  |  |  |  |                            |                            |                            |                            |                            |                            |                                       |                                       |                                       |                                       |                                       |                                       |                            |                            |                        |                        |                        |                        |                                      |                                      |                                      |                                      |                                      |                                      |                          |                          |              |              |              |              |           |           |                     |                     |                     |                     |                     |                     |                    |                    |                    |                    |               |               |               |               |  |  |                       |                       |                       |                       |                       |                       |  |  |                     |                     |                     |                     |                     |                     |               |               |                   |                   |                   |                   |                   |                   |  |  |  |  |  |  |
|  |  |  |  |  |  |                            |                            |                            |                            |                            |                            |                                       |                                       |                                       |                                       |                                       |                                       |                            |                            |                        |                        |                        |                        |                                      |                                      |                                      |                                      |                                      |                                      |                          |                          |              |              |              |              |           |           |                     |                     |                     |                     |                     |                     |                    |                    |                    |                    |               |               |               |               |  |  |                       |                       |                       |                       |                       |                       |  |  |                     |                     |                     |                     |                     |                     |               |               |                   |                   |                   |                   |                   |                   |  |  |  |  |  |  |
|  |  |  |  |  |  | Isengrim III* (1232-1330)  | Isengrim III* (1232-1330)  | Isengrim III* (1232-1330)  | Isengrim III* (1232-1330)  | Isengrim III* (1232-1330)  | Isengrim III* (1232-1330)  |                                       |                                       | Isumbras IV* (1238-1339)              | Isumbras IV* (1238-1339)              | Isumbras IV* (1238-1339)              | Isumbras IV* (1238-1339)              | Isumbras IV* (1238-1339)   | Isumbras IV* (1238-1339)   |                        |                        | Hildigrim (1240-1341)  | Hildigrim (1240-1341)  | Hildigrim (1240-1341)                | Hildigrim (1240-1341)                | Hildigrim (1240-1341)                | Hildigrim (1240-1341)                |                                      |                                      | Rosa Baggins             | Rosa Baggins             | Rosa Baggins | Rosa Baggins | Rosa Baggins | Rosa Baggins |           |           | Belladonna          | Belladonna          | Belladonna          | Belladonna          | Belladonna          | Belladonna          |                    |                    | Bungo Baggins      | Bungo Baggins      | Bungo Baggins | Bungo Baggins | Bungo Baggins | Bungo Baggins |  |  | Mirabella (1260-1360) | Mirabella (1260-1360) | Mirabella (1260-1360) | Mirabella (1260-1360) | Mirabella (1260-1360) | Mirabella (1260-1360) |  |  | Gorbadoc Brandibuck | Gorbadoc Brandibuck | Gorbadoc Brandibuck | Gorbadoc Brandibuck | Gorbadoc Brandibuck | Gorbadoc Brandibuck |               |               | Altri sette figli | Altri sette figli | Altri sette figli | Altri sette figli | Altri sette figli | Altri sette figli |  |  |  |  |  |  |
|  |  |  |  |  |  | Isengrim III* (1232-1330)  | Isengrim III* (1232-1330)  | Isengrim III* (1232-1330)  | Isengrim III* (1232-1330)  | Isengrim III* (1232-1330)  | Isengrim III* (1232-1330)  |                                       |                                       | Isumbras IV* (1238-1339)              | Isumbras IV* (1238-1339)              | Isumbras IV* (1238-1339)              | Isumbras IV* (1238-1339)              | Isumbras IV* (1238-1339)   | Isumbras IV* (1238-1339)   |                        |                        | Hildigrim (1240-1341)  | Hildigrim (1240-1341)  | Hildigrim (1240-1341)                | Hildigrim (1240-1341)                | Hildigrim (1240-1341)                | Hildigrim (1240-1341)                |                                      |                                      | Rosa Baggins             | Rosa Baggins             | Rosa Baggins | Rosa Baggins | Rosa Baggins | Rosa Baggins |           |           | Belladonna          | Belladonna          | Belladonna          | Belladonna          | Belladonna          | Belladonna          |                    |                    | Bungo Baggins      | Bungo Baggins      | Bungo Baggins | Bungo Baggins | Bungo Baggins | Bungo Baggins |  |  | Mirabella (1260-1360) | Mirabella (1260-1360) | Mirabella (1260-1360) | Mirabella (1260-1360) | Mirabella (1260-1360) | Mirabella (1260-1360) |  |  | Gorbadoc Brandibuck | Gorbadoc Brandibuck | Gorbadoc Brandibuck | Gorbadoc Brandibuck | Gorbadoc Brandibuck | Gorbadoc Brandibuck |               |               | Altri sette figli | Altri sette figli | Altri sette figli | Altri sette figli | Altri sette figli | Altri sette figli |  |  |  |  |  |  |
|  |  |  |  |  |  |                            |                            |                            |                            |                            |                            |                                       |                                       |                                       |                                       |                                       |                                       |                            |                            |                        |                        |                        |                        |                                      |                                      |                                      |                                      |                                      |                                      |                          |                          |              |              |              |              |           |           |                     |                     |                     |                     |                     |                     |                    |                    |                    |                    |               |               |               |               |  |  |                       |                       |                       |                       |                       |                       |  |  |                     |                     |                     |                     |                     |                     |               |               |                   |                   |                   |                   |                   |                   |  |  |  |  |  |  |
|  |  |  |  |  |  |                            |                            |                            |                            |                            |                            |                                       |                                       |                                       |                                       |                                       |                                       |                            |                            |                        |                        |                        |                        |                                      |                                      |                                      |                                      |                                      |                                      |                          |                          |              |              |              |              |           |           |                     |                     |                     |                     |                     |                     |                    |                    |                    |                    |               |               |               |               |  |  |                       |                       |                       |                       |                       |                       |  |  |                     |                     |                     |                     |                     |                     |               |               |                   |                   |                   |                   |                   |                   |  |  |  |  |  |  |
|  |  |  |  |  |  | Fortinbras II* (1278-1380) | Fortinbras II* (1278-1380) | Fortinbras II* (1278-1380) | Fortinbras II* (1278-1380) | Fortinbras II* (1278-1380) | Fortinbras II* (1278-1380) |                                       |                                       |                                       |                                       |                                       |                                       |                            |                            |                        |                        |                        |                        |                                      |                                      | Adalgrim (1280-1382)                 | Adalgrim (1280-1382)                 | Adalgrim (1280-1382)                 | Adalgrim (1280-1382)                 | Adalgrim (1280-1382)     | Adalgrim (1280-1382)     |              |              |              |              |           |           |                     |                     |                     |                     | Bilbo Baggins       | Bilbo Baggins       | Bilbo Baggins      | Bilbo Baggins      | Bilbo Baggins      | Bilbo Baggins      |               |               |               |               |  |  | Sei figli             | Sei figli             | Sei figli             | Sei figli             | Sei figli             | Sei figli             |  |  | Primula             | Primula             | Primula             | Primula             | Primula             | Primula             |               |               | Drogo Baggins     | Drogo Baggins     | Drogo Baggins     | Drogo Baggins     | Drogo Baggins     | Drogo Baggins     |  |  |  |  |  |  |
|  |  |  |  |  |  | Fortinbras II* (1278-1380) | Fortinbras II* (1278-1380) | Fortinbras II* (1278-1380) | Fortinbras II* (1278-1380) | Fortinbras II* (1278-1380) | Fortinbras II* (1278-1380) |                                       |                                       |                                       |                                       |                                       |                                       |                            |                            |                        |                        |                        |                        |                                      |                                      | Adalgrim (1280-1382)                 | Adalgrim (1280-1382)                 | Adalgrim (1280-1382)                 | Adalgrim (1280-1382)                 | Adalgrim (1280-1382)     | Adalgrim (1280-1382)     |              |              |              |              |           |           |                     |                     |                     |                     | Bilbo Baggins       | Bilbo Baggins       | Bilbo Baggins      | Bilbo Baggins      | Bilbo Baggins      | Bilbo Baggins      |               |               |               |               |  |  | Sei figli             | Sei figli             | Sei figli             | Sei figli             | Sei figli             | Sei figli             |  |  | Primula             | Primula             | Primula             | Primula             | Primula             | Primula             |               |               | Drogo Baggins     | Drogo Baggins     | Drogo Baggins     | Drogo Baggins     | Drogo Baggins     | Drogo Baggins     |  |  |  |  |  |  |
|  |  |  |  |  |  |                            |                            |                            |                            |                            |                            |                                       |                                       |                                       |                                       |                                       |                                       |                            |                            |                        |                        |                        |                        |                                      |                                      |                                      |                                      |                                      |                                      |                          |                          |              |              |              |              |           |           |                     |                     |                     |                     |                     |                     |                    |                    |                    |                    |               |               |               |               |  |  |                       |                       |                       |                       |                       |                       |  |  |                     |                     |                     |                     |                     |                     |               |               |                   |                   |                   |                   |                   |                   |  |  |  |  |  |  |
|  |  |  |  |  |  |                            |                            |                            |                            |                            |                            |                                       |                                       |                                       |                                       |                                       |                                       |                            |                            |                        |                        |                        |                        |                                      |                                      |                                      |                                      |                                      |                                      |                          |                          |              |              |              |              |           |           |                     |                     |                     |                     |                     |                     |                    |                    |                    |                    |               |               |               |               |  |  |                       |                       |                       |                       |                       |                       |  |  |                     |                     |                     |                     |                     |                     |               |               |                   |                   |                   |                   |                   |                   |  |  |  |  |  |  |
|  |  |  |  |  |  | Ferumbras III* (1316-1415) | Ferumbras III* (1316-1415) | Ferumbras III* (1316-1415) | Ferumbras III* (1316-1415) | Ferumbras III* (1316-1415) | Ferumbras III* (1316-1415) |                                       |                                       |                                       |                                       |                                       |                                       | Eglantina Banks (1336)     | Eglantina Banks (1336)     | Eglantina Banks (1336) | Eglantina Banks (1336) | Eglantina Banks (1336) | Eglantina Banks (1336) |                                      |                                      | Paladino II* (1333-1434)             | Paladino II* (1333-1434)             | Paladino II* (1333-1434)             | Paladino II* (1333-1434)             | Paladino II* (1333-1434) | Paladino II* (1333-1434) |              |              | Esmeralda    | Esmeralda    | Esmeralda | Esmeralda | Esmeralda           | Esmeralda           |                     |                     | Saradoc Brandibuck  | Saradoc Brandibuck  | Saradoc Brandibuck | Saradoc Brandibuck | Saradoc Brandibuck | Saradoc Brandibuck |               |               |               |               |  |  |                       |                       |                       |                       |                       |                       |  |  |                     |                     |                     |                     | Frodo Baggins       | Frodo Baggins       | Frodo Baggins | Frodo Baggins | Frodo Baggins     | Frodo Baggins     |                   |                   |                   |                   |  |  |  |  |  |  |
|  |  |  |  |  |  | Ferumbras III* (1316-1415) | Ferumbras III* (1316-1415) | Ferumbras III* (1316-1415) | Ferumbras III* (1316-1415) | Ferumbras III* (1316-1415) | Ferumbras III* (1316-1415) |                                       |                                       |                                       |                                       |                                       |                                       | Eglantina Banks (1336)     | Eglantina Banks (1336)     | Eglantina Banks (1336) | Eglantina Banks (1336) | Eglantina Banks (1336) | Eglantina Banks (1336) |                                      |                                      | Paladino II* (1333-1434)             | Paladino II* (1333-1434)             | Paladino II* (1333-1434)             | Paladino II* (1333-1434)             | Paladino II* (1333-1434) | Paladino II* (1333-1434) |              |              | Esmeralda    | Esmeralda    | Esmeralda | Esmeralda | Esmeralda           | Esmeralda           |                     |                     | Saradoc Brandibuck  | Saradoc Brandibuck  | Saradoc Brandibuck | Saradoc Brandibuck | Saradoc Brandibuck | Saradoc Brandibuck |               |               |               |               |  |  |                       |                       |                       |                       |                       |                       |  |  |                     |                     |                     |                     | Frodo Baggins       | Frodo Baggins       | Frodo Baggins | Frodo Baggins | Frodo Baggins     | Frodo Baggins     |                   |                   |                   |                   |  |  |  |  |  |  |
|  |  |  |  |  |  |                            |                            |                            |                            |                            |                            |                                       |                                       |                                       |                                       |                                       |                                       |                            |                            |                        |                        |                        |                        |                                      |                                      |                                      |                                      |                                      |                                      |                          |                          |              |              |              |              |           |           |                     |                     |                     |                     |                     |                     |                    |                    |                    |                    |               |               |               |               |  |  |                       |                       |                       |                       |                       |                       |  |  |                     |                     |                     |                     |                     |                     |               |               |                   |                   |                   |                   |                   |                   |  |  |  |  |  |  |
|  |  |  |  |  |  |                            |                            |                            |                            |                            |                            |                                       |                                       | Diamante di Lungo Squarcio            | Diamante di Lungo Squarcio            | Diamante di Lungo Squarcio            | Diamante di Lungo Squarcio            | Diamante di Lungo Squarcio | Diamante di Lungo Squarcio |                        |                        | Peregrino I* (1390)    | Peregrino I* (1390)    | Peregrino I* (1390)                  | Peregrino I* (1390)                  | Peregrino I* (1390)                  | Peregrino I* (1390)                  |                                      |                                      |                          |                          |              |              |              |              |           |           | Meriadoc Brandibuck | Meriadoc Brandibuck | Meriadoc Brandibuck | Meriadoc Brandibuck | Meriadoc Brandibuck | Meriadoc Brandibuck |                    |                    |                    |                    |               |               |               |               |  |  |                       |                       |                       |                       |                       |                       |  |  |                     |                     |                     |                     |                     |                     |               |               |                   |                   |                   |                   |                   |                   |  |  |  |  |  |  |
|  |  |  |  |  |  |                            |                            |                            |                            |                            |                            |                                       |                                       | Diamante di Lungo Squarcio            | Diamante di Lungo Squarcio            | Diamante di Lungo Squarcio            | Diamante di Lungo Squarcio            | Diamante di Lungo Squarcio | Diamante di Lungo Squarcio |                        |                        | Peregrino I* (1390)    | Peregrino I* (1390)    | Peregrino I* (1390)                  | Peregrino I* (1390)                  | Peregrino I* (1390)                  | Peregrino I* (1390)                  |                                      |                                      |                          |                          |              |              |              |              |           |           | Meriadoc Brandibuck | Meriadoc Brandibuck | Meriadoc Brandibuck | Meriadoc Brandibuck | Meriadoc Brandibuck | Meriadoc Brandibuck |                    |                    |                    |                    |               |               |               |               |  |  |                       |                       |                       |                       |                       |                       |  |  |                     |                     |                     |                     |                     |                     |               |               |                   |                   |                   |                   |                   |                   |  |  |  |  |  |  |
|  |  |  |  |  |  |                            |                            |                            |                            |                            |                            |                                       |                                       |                                       |                                       |                                       |                                       |                            |                            |                        |                        |                        |                        |                                      |                                      |                                      |                                      |                                      |                                      |                          |                          |              |              |              |              |           |           |                     |                     |                     |                     |                     |                     |                    |                    |                    |                    |               |               |               |               |  |  |                       |                       |                       |                       |                       |                       |  |  |                     |                     |                     |                     |                     |                     |               |               |                   |                   |                   |                   |                   |                   |  |  |  |  |  |  |
|  |  |  |  |  |  |                            |                            |                            |                            |                            |                            |                                       |                                       |                                       |                                       |                                       |                                       | Faramir I* (1430)          | Faramir I* (1430)          | Faramir I* (1430)      | Faramir I* (1430)      | Faramir I* (1430)      | Faramir I* (1430)      |                                      |                                      | Cioccadoro Gamgee                    | Cioccadoro Gamgee                    | Cioccadoro Gamgee                    | Cioccadoro Gamgee                    | Cioccadoro Gamgee        | Cioccadoro Gamgee        |              |              |              |              |           |           |                     |                     |                     |                     |                     |                     |                    |                    |                    |                    |               |               |               |               |  |  |                       |                       |                       |                       |                       |                       |  |  |                     |                     |                     |                     |                     |                     |               |               |                   |                   |                   |                   |                   |                   |  |  |  |  |  |  |
|  |  |  |  |  |  |                            |                            |                            |                            |                            |                            |                                       |                                       |                                       |                                       |                                       |                                       | Faramir I* (1430)          | Faramir I* (1430)          | Faramir I* (1430)      | Faramir I* (1430)      | Faramir I* (1430)      | Faramir I* (1430)      |                                      |                                      | Cioccadoro Gamgee                    | Cioccadoro Gamgee                    | Cioccadoro Gamgee                    | Cioccadoro Gamgee                    | Cioccadoro Gamgee        | Cioccadoro Gamgee        |              |              |              |              |           |           |                     |                     |                     |                     |                     |                     |                    |                    |                    |                    |               |               |               |               |  |  |                       |                       |                       |                       |                       |                       |  |  |                     |                     |                     |                     |                     |                     |               |               |                   |                   |                   |                   |                   |                   |  |  |  |  |  |  |

### U
- Ugo Boffin (? - ?)

sposo di Donnamira Tuc
- Ugo Serracinta (in originale: Ugo Bracegirdle) (? - ?)

Hobbit di Hobbiville, presente alla festa d'addio di Bilbo Baggins

### V
- Vecchiobecco delle Paludi (in originale: Oldbuck of the Marish):

→ Gorhendad
famiglia hobbit che si trasmise il titolo di conte prima dei Tuc
- Viola Baggins (in originale: Pansy Baggins) (1212 C.C. - ?)

figlia di Balbo e Berylla Boffin, sposa di Fastolfo Bolgeri

### W
- Wilcome Cotton (1346 C.C. - ?), detto Will

figlio di Forino
- Wilcome Cotton (1384 C.C. - ?), detto Jolly

figlio di Tolman (1) e Lily Brown
- Will Piedebianco (in originale: Will Whitfoot) (? - ?)

sindaco della Contea residente a Pietraforata sui Bianchi Poggi, rinchiuso alle Cellechiuse durante la dominazione della Contea e temporaneamente sostituito da Frodo Baggins, riprende l'incarico il giorno di Mezza Estate del 1420 C.C. fino a dimettersi nel 1427; gli succede Samvise Gamgee
- Willibaldo Bolgeri (in originale: Wilibald Bolger) (? - ?)

sposo di Prisca Baggins